# Nikolái Rimski-Kórsakov
Nikolái Andréievich Rimski-Kórsakov (Tijvin, Gobernación de Nóvgorod, 6 de marzojul./ 18 de marzo de 1844greg.-finca Liúbensk, Gobernación de San Petersburgo, 8 de juniojul./ 21 de junio de 1908greg.) fue un compositor, director de orquesta y pedagogo ruso miembro del grupo de compositores conocido como Los Cinco. Considerado un maestro de la orquestación, sus obras orquestales más conocidas —el Capricho español, la Obertura de la gran Pascua rusa y la suite sinfónica Scheherezade— son valoradas entre las principales del repertorio de música clásica, así como las suites y fragmentos de alguna de sus quince óperas. Scheherezade es un ejemplo de su empleo frecuente de los cuentos de hadas y temas populares.
Rimski-Kórsakov, al igual que su colega compositor Mili Balákirev o el crítico Vladímir Stásov, creía firmemente en el desarrollo de un estilo nacionalista de música clásica. Este estilo consistía en el empleo de canciones populares tradicionales rusas, así como de elementos armónicos, melódicos y rítmicos exóticos —práctica conocida como orientalismo musical—, evitando los métodos compositivos tradicionales occidentales. Sin embargo, Rimski‑Kórsakov llegaría a valorar también las técnicas occidentales al ocupar el puesto de profesor de composición, armonía e instrumentación (orquestación) musical en el Conservatorio de San Petersburgo a partir de 1871. Con objeto de perfeccionarse y de forma autodidacta, estudió la armonía y el contrapunto occidentales, incorporando al mismo tiempo las influencias de Mijaíl Glinka y el resto de compañeros de Los Cinco. Posteriormente sus técnicas compositivas y de orquestación se vieron enriquecidas con el descubrimiento de las obras de Richard Wagner.
Rimski-Kórsakov combinó la composición y la enseñanza con la carrera militar, primero como oficial de la Armada Imperial Rusa, luego como inspector civil de bandas de música navales. Escribió en sus memorias que la pasión por el océano comenzó en su niñez, al leer libros y escuchar las hazañas de su hermano mayor en la marina. Su amor por el mar pudo haberle influido para escribir dos de sus obras orquestales más conocidas, el cuadro musical Sadkó (no confundir con su ópera posterior del mismo nombre) y Scheherezade. Su labor como inspector de bandas navales le sirvió para ampliar su conocimiento técnico de los instrumentos de viento-madera y metal, perfeccionando sus habilidades en el campo de la orquestación. Además de transmitir estos conocimientos a sus estudiantes, los pudo transmitir póstumamente a través de un manual sobre orquestación que fue finalizado por su yerno Maksimilián Steinberg.
Rimski-Kórsakov legó muchas composiciones nacionalistas rusas de gran creatividad y originalidad. Además, realizó arreglos de las obras de Los Cinco para que pudieran ser interpretadas en público, convirtiéndolas en parte del repertorio clásico (aunque existe controversia acerca de sus correcciones en las obras de Modest Músorgski). Formó una generación de jóvenes compositores y músicos durante las décadas que ejerció como pedagogo, por lo que se lo ha llegado a calificar como el «principal arquitecto» de lo que el público aficionado a la música clásica considera el estilo ruso de composición.
El estilo de Rimski‑Kórsakov se basaba en el de Glinka, Balákirev, Hector Berlioz y Franz Liszt, «transmitiendo este estilo directamente a dos generaciones de compositores rusos» e influyendo en compositores no rusos, tales como Maurice Ravel, Claude Debussy, Paul Dukas y Ottorino Respighi.

## Biografía

### Infancia

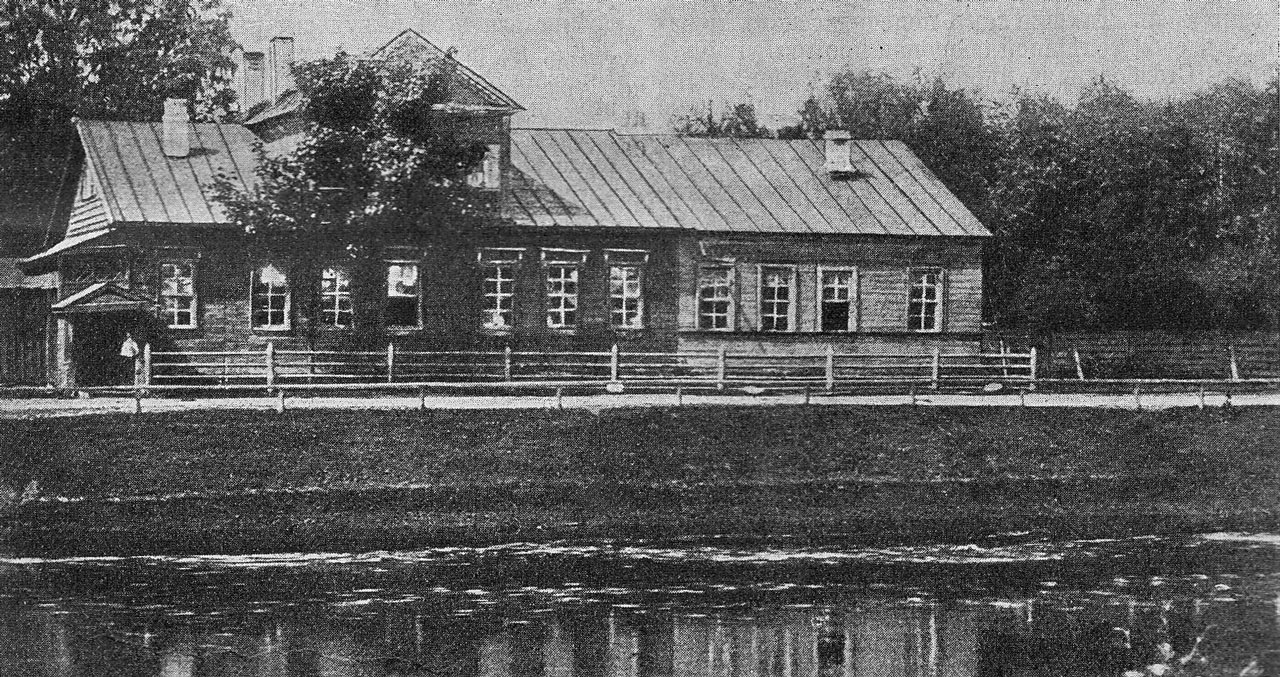
Lugar de nacimiento de Rimski‑Kórsakov en Tijvin.

Rimski-Kórsakov nació en Tijvin, unos 140 km al este de San Petersburgo, en el seno de una familia aristocrática con antecedentes militares. Su hermano mayor, Voin, veintidós años mayor que él, fue un conocido navegante y explorador marino.
Rimski-Kórsakov hace referencia en sus memorias que su madre tocaba un poco el piano y su padre sabía tocar de oído algunas piezas en este instrumento. Según el musicólogo Abraham, Rimski‑Kórsakov heredó la tendencia de su madre de tocar demasiado despacio. A la edad de seis años empezó a tomar clases de piano con varios profesores locales y mostró talento en destrezas auditivas, pero manifestaba poco interés, tocando, como más tarde escribiría, «mal, de manera descuidada, [...] manteniendo un tempo correcto a duras penas».

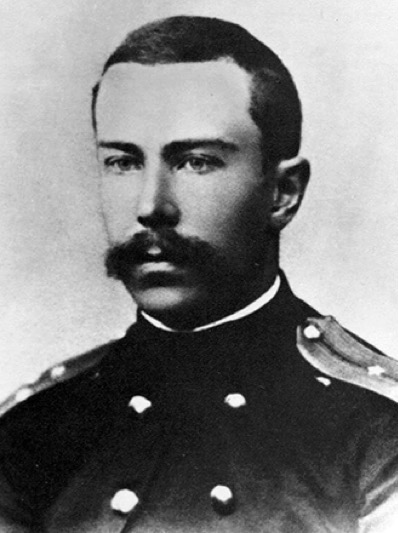
Rimski‑Kórsakov vestido con el uniforme de cadete naval.

En el periodo en que fue a la escuela, Rimski‑Kórsakov tomó lecciones de piano de un hombre llamado Ulij. Estas clases recibieron la aprobación de Voin, director de la escuela en aquel entonces, porque ayudarían al joven a desarrollar sus habilidades sociales y a superar su timidez. Rimski‑Kórsakov escribe que mientras se mostraba «indiferente» a las lecciones, creció dentro de él el amor por la música, fomentada por las asiduas visitas a la ópera y a conciertos orquestales. Ulij se dio cuenta de que tenía un importante talento musical y le recomendó un nuevo profesor, F. A. Canille (Théodore Canillé). Empezó las lecciones de piano y composición en otoño de 1859 con Canille, del que más tarde diría ser el motivo por el que dedicó su vida a la composición. Gracias a Canille accedió a gran cantidad de música nueva para él, incluyendo la de Mijaíl Glinka y Robert Schumann. A pesar de que al joven músico le gustaban las clases de música, Voin las canceló cuando Rimski‑Kórsakov contaba con diecisiete años, al no parecerle ya de utilidad práctica. Canille le pidió a Rimski‑Kórsakov que continuara yendo a su casa cada domingo, no para clases formales, sino para tocar duetos y hablar de música. En noviembre de 1861, Canille presentó al joven de dieciocho años a Mili Balákirev. Balákirev a su vez le presentó a César Cui y Modest Músorgski. Estos tres hombres eran ya conocidos compositores a pesar de estar en la veintena. Rimski‑Kórsakov posteriormente escribió: «¡Con qué deleite escuchaba discusiones de temas de verdad [cursiva enfática de Rimski‑Kórsakov] sobre instrumentación, escritura de partes, etc.! ¡Y además, la mayor parte de lo que se hablaba era sobre asuntos musicales de actualidad! De golpe me sumergí en un nuevo mundo, desconocido para mí, del cual sólo había oído hablar en la sociedad de mis amigos diletantes. Me causó una gran impresión».

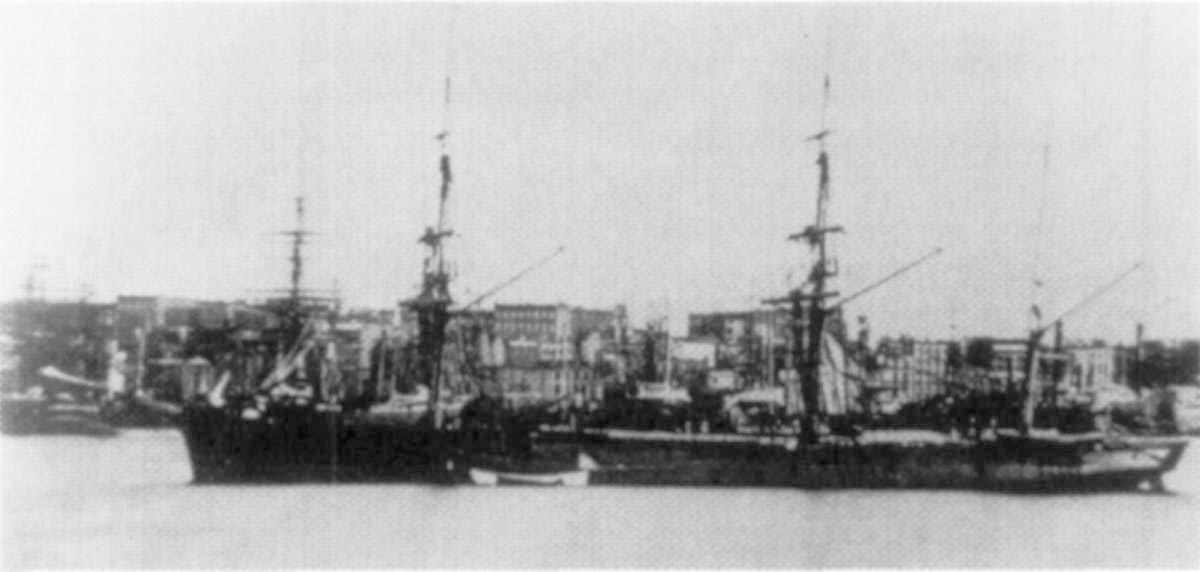
El velero clíper militar ruso Almaz en el Puerto de Nueva York en 1863. Rimski‑Kórsakov sirvió como aspirante a oficial de marina en este barco y posteriormente escribiría sobre esta travesía.

Balákirev animó a Rimski‑Kórsakov a que compusiera y le enseñó lo básico para empezar, aprovechando el tiempo que no pasaba en alta mar Balákirev también le urgió a que se enriqueciera leyendo libros de historia, literatura y crítica literaria. Cuando le mostró a Balákirev los primeros compases de una primera sinfonía (en mi bemol mayor) que había compuesto, este insistió en que debía seguir trabajando en ella a pesar de su desconocimiento de las formas musicales. Durante dos años y ocho meses Rimski‑Kórsakov navegó en el velero clíper Almaz. A finales de 1862, ya había completado y orquestado tres movimientos de la sinfonía. Compuso el movimiento lento durante una escala en Inglaterra y le envió por correo la partitura a Balákirev antes de volver a alta mar. Al principio, el trabajo en la sinfonía mantuvo al joven ruso ocupado durante su travesía. Compró partituras en cada puerto en el que hacían escala, así como un piano para interpretarlas y ocupaba sus horas de ocio estudiando el tratado de orquestación de Berlioz. Encontró tiempo para leer las obras de Homero, William Shakespeare, Friedrich Schiller y Johann Wolfgang von Goethe, visitando Londres, las Cataratas del Niágara y Río de Janeiro durante sus escalas en puertos. Finalmente, la falta de estímulo musical exterior apagó las ansias de aprender del joven marinero y le confesó a Balákirev que tras dos años en el mar había descuidado sus clases de música por meses. «La idea de ser un músico y compositor poco a poco fue perdiendo fuerza», recordaría posteriormente, «las tierras lejanas me empezaron a seducir, de alguna forma, aunque, siendo sincero, el servicio naval nunca me gustó mucho y a duras penas se adecuaba a mi forma de ser».

### Tutela de Balákirev y el grupo de Los Cinco

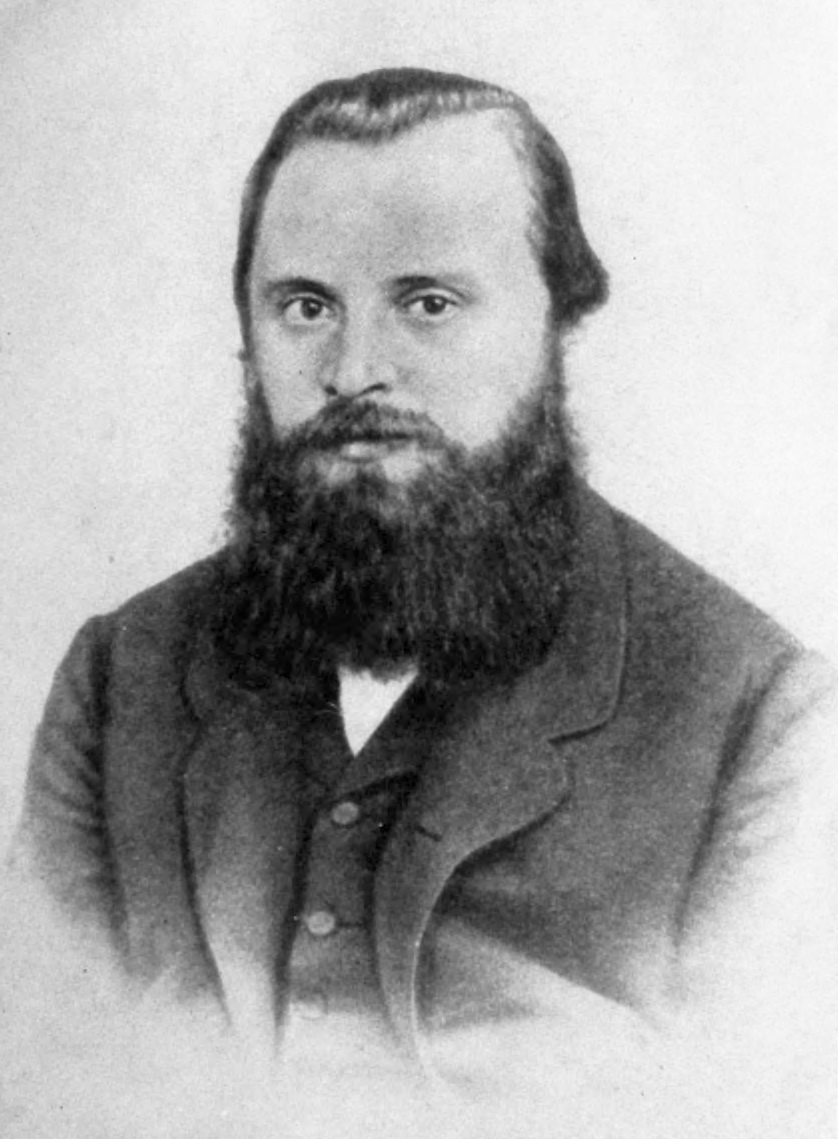
Mili Balákirev fue el mentor de Rimski‑Kórsakov en sus inicios como compositor y le animó a seguir componiendo.

De vuelta en San Petersburgo en mayo de 1865, las obligaciones de Rimski‑Kórsakov consistían en un par de horas de tareas de oficina cada día, pero recordaba que su deseo de componer «había sido reprimido [...] ya no tengo ningún interés por la música». En sus memorias cuenta que el contacto con Balákirev en septiembre de 1865 lo alentó «a habituarse a la música para más adelante sumergirse de lleno en ella». Siguiendo una indicación de Balákirev, compuso el trío restante del scherzo de su Primera Sinfonía y revisó la orquestación por completo. En diciembre de ese mismo año, la obra se estrenó bajo la dirección de Balákirev en San Petersburgo. Hubo una segunda interpretación en marzo de 1866 bajo la batuta de Konstantín Liádov (padre del compositor Anatoli Liádov).
El intercambio epistolar entre Rimski‑Kórsakov y Balákirev claramente muestra que algunas de las ideas para la sinfonía surgieron gracias a Balákirev. Este siempre iba más allá y no se limitaba a corregir la pieza musical, recomponiéndola al piano en algunas ocasiones. Rimski‑Kórsakov recordaba lo siguiente:

Un alumno como yo tenía que presentar a Balákirev una propuesta de composición en forma embrionaria, esto es, aunque fueran tan sólo los primeros cuatro u ocho compases. Balákirev se dedicaba a hacer correcciones, indicando cómo rehacer dicho embrión: lo examinaba de arriba a abajo, alabando y ensalzando los primeros dos compases, pero censuraba los siguientes dos, los ridiculizaba y hacía todo lo posible para que el autor se sintiera a disgusto con ellos. Que la composición fuera viva y fértil no siempre era un factor a favor, se requerían frecuentes correcciones y la tarea de componer se alargaba durante un largo periodo de tiempo bajo el frío control de la autocrítica.

Rimski-Kórsakov recuerda que «Balákirev y yo nos llevábamos bastante bien y sin problemas. A instancias de él accedí de buena gana a reescribir los movimientos sinfónicos que compuse y logré acabarlos con la ayuda de sus consejos e improvisaciones». Aunque posteriormente la influencia de Balákirev le llegó a resultar agobiante y se desligó de él, esto no impidió que en sus memorias reconociera y alabara el talento de su mentor como crítico e improvisador. Bajo la guía de Balákirev, Rimski‑Kórsakov cambió su enfoque hacia otro tipo de composiciones. Comenzó una sinfonía en si menor, pero resultó ser demasiado parecida a la Novena Sinfonía de Beethoven y la abandonó. Completó una Obertura sobre tres temas rusos basándose en las oberturas sobre temas populares de Balákirev, así como una Fantasía sobre temas serbios, obras que se estrenaron en un concierto en honor de los delegados del Congreso Eslavo de 1867. En su artículo sobre el concierto, el crítico nacionalista Vladímir Stásov acuñaría la frase Mogúchaya kuchka para el círculo de Balákirev (Mogúchaya kuchka se suele traducir como «El Gran Puñado» o «Los Cinco»). Rimski‑Kórsakov también compuso las versiones primigenias (serían posteriormente revisadas) de Sadkó y Antar, que cimentaron su reputación como compositor de obras orquestales.
Rimski-Kórsakov se relacionaba y discutía sobre música con otros miembros de Los Cinco; criticaban las piezas de cada uno de ellos y colaboraban en la creación de nuevas obras. Se hizo amigo de Aleksandr Borodín —cuya música le «fascinaba»—, y cada vez pasaba más tiempo con Músorgski. Balákirev y este último tocaban música para piano a cuatro manos, Músorgski a veces cantaba y continuamente opinaban sobre la música de otros compositores, siendo sus gustos favoritos «cercanos a Glinka, Schumann y los últimos cuartetos de cuerda de Beethoven». Felix Mendelssohn no era considerado de categoría elevada, Wolfgang Amadeus Mozart y Joseph Haydn «estaban pasados de moda y componían una música ingenua» y Johann Sebastian Bach era pura matemática carente de sentimientos. Berlioz «era muy apreciado», Liszt era «un minusválido pervertido desde un punto de vista musical [...] una burda caricatura» y apenas se hablaba de Wagner. Rimski‑Kórsakov «escuchaba estas opiniones con avidez y absorbía los gustos de Balákirev, Cui y Músorgski sin cuestionarlos ni ponerlos en duda». A menudo, las obras musicales discutidas «eran tocadas ante mí, pero sólo algunos fragmentos y no podía formarme una opinión en profundidad». Esto, escribe, no le impidió aceptar estos juicios al pie de la letra y repetirlos «como si estuviera profundamente convencido de su verdad».
Rimski-Kórsakov fue especialmente apreciado dentro de Los Cinco y por todos aquellos que visitaban el círculo, debido a su talento como orquestador. Balákirev le pidió que orquestara una marcha de Franz Schubert para un concierto en mayo de 1868; de Cui, su ópera William Ratcliff y de Aleksandr Dargomyzhski, cuyas obras eran muy apreciadas por Los Cinco y estaba a punto de fallecer, su ópera El convidado de piedra.
En el otoño de 1871, Rimski‑Kórsakov se trasladó al anterior apartamento de su hermano Voin e invitó a Músorgski a que fuera su compañero de habitación. Llegaron a un acuerdo de trabajo que consistía en que Músorgski usaba el piano por las mañanas mientras Rimski‑Kórsakov trabajaba copiando u orquestando. Cuando su compañero de habitación se iba para realizar su trabajo de funcionario civil al mediodía, el piano quedaba entonces a disposición de Rimski‑Kórsakov. El tiempo por las tardes se distribuyó de mutuo acuerdo. «Ese otoño e invierno los dos llegamos a un buen acuerdo», escribe Rimski‑Kórsakov, «con un intercambio constante de ideas y proyectos. Músorgski compuso y orquestó el acto polaco de Borís Godunov y la escena popular "Cerca de Kromy". Yo orquesté y acabé mi Dama de Pskov».

### Catedrático, matrimonio e inspector de bandas
En 1871, el compositor, que contaba con 27 años, fue nombrado Catedrático de composición e instrumentación (orquestación) en el Conservatorio de San Petersburgo, así como director de la clase de orquesta. Mantuvo su puesto en el servicio naval activo e impartía sus clases en uniforme (los oficiales militares estaban obligados a llevar su uniforme durante todo el día, dado que se consideraba que siempre estaban en servicio).

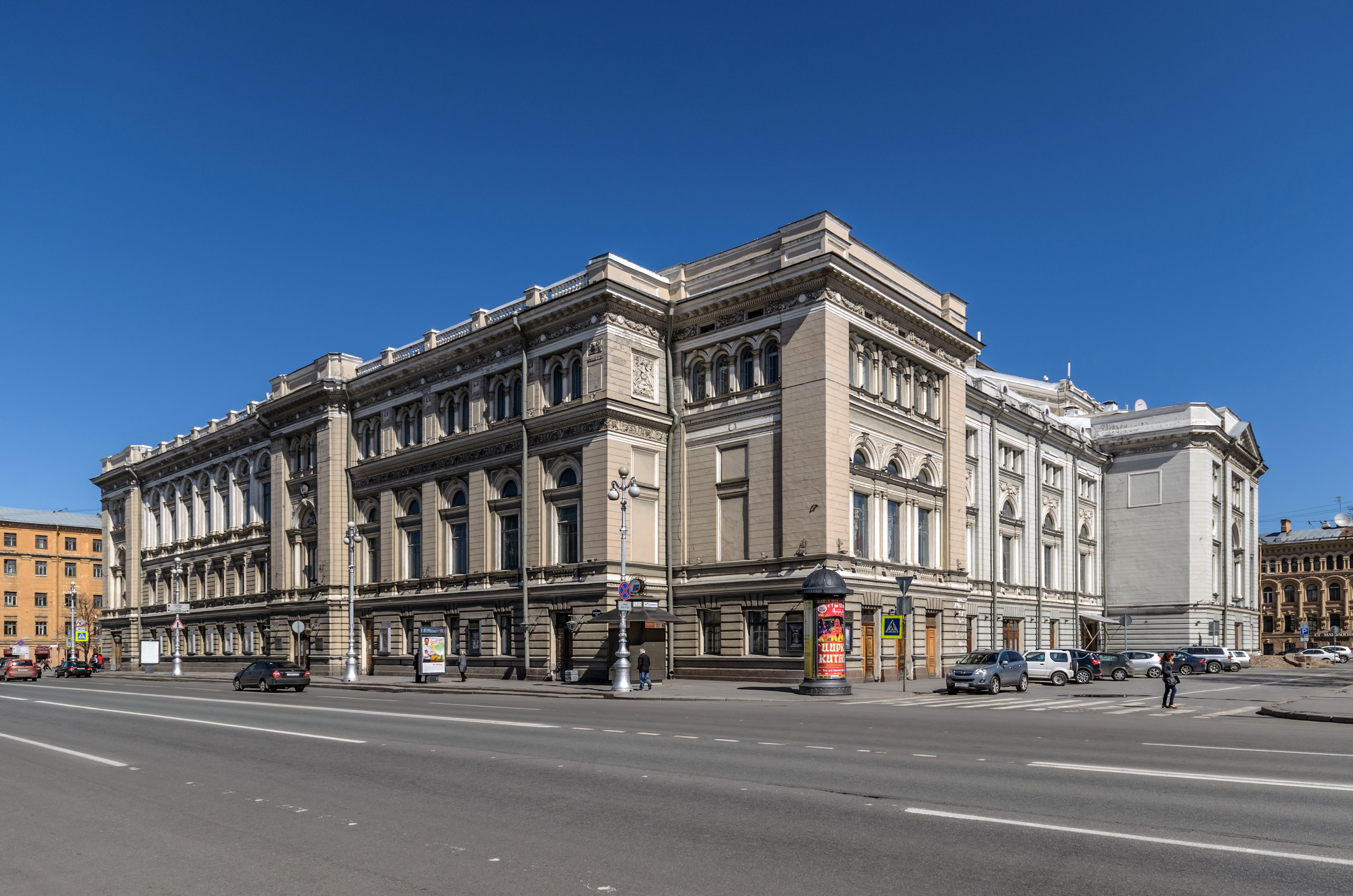
En el Conservatorio de San Petersburgo y entre 1871 y 1906, Rimski-Kórsakov enseñó a una generación de jóvenes compositores, considerándosele el principal impulsor del estilo ruso de composición. Entre sus alumnos estaban Serguéi Prokófiev e Ígor Stravinski.

Rimski-Kórsakov explica en sus memorias que Mijaíl Azanchevski, al tomar el puesto de director del Conservatorio ese año, quería sangre nueva para refrescar la enseñanza de esas asignaturas, y le había hecho una generosa oferta por sus servicios. El biógrafo Mijaíl Zetlin sugiere que Azanchevski había tenido un doble motivo. En primer lugar, Rimski-Kórsakov fue el miembro de Los Cinco menos criticado por sus oponentes e invitarlo a dar clases en el Conservatorio habría sido una manera segura de decir a todos los músicos serios que eran bienvenidos allí. En segundo lugar, la oferta pudo haber sido deliberada para exponerlo a un clima académico en el cual él compondría en un estilo occidental más conservador. Balákirev se oponía a la enseñanza académica de la música con tremendo vigor, pero lo animó a que aceptara el puesto para convencer a otros a que se unieran a la causa nacionalista musical.
La reputación de Rimski-Kórsakov en ese momento era la de un maestro de la orquestación, sobre la base de sus obras Sadkó y Antar. Sin embargo, había compuesto esas obras en su mayor parte de manera intuitiva. Sus conocimientos de teoría musical eran elementales; nunca había escrito ningún contrapunto, no podía armonizar una simple coral ni siquiera sabía los nombres o intervalos de los acordes musicales. Nunca había dirigido una orquesta y la marina le había disuadido de que lo hiciera, porque no aprobaban que saliera al podio en uniforme. Consciente de sus limitaciones técnicas, Rimski-Kórsakov pidió consejo a Piotr Ilich Chaikovski, con el que había mantenido algún contacto ocasional. Chaikovski, a diferencia de Los Cinco, había recibido enseñanzas académicas de composición en el Conservatorio de San Petersburgo, y ejercía de catedrático de Teoría musical en el Conservatorio de Moscú. Chaikovski le aconsejó que estudiara.
Rimski-Kórsakov escribe que mientras daba clases en el Conservatorio pronto «¡me convertí posiblemente en su mejor pupilo [cursiva enfática de Rimski‑Kórsakov], a juzgar por la cantidad y calidad de la información que me suministró!». Para prepararse a sí mismo, y para mantenerse al menos un paso por delante de sus estudiantes, se tomó tres años sabáticos en los que no compuso nada propio, y estudió con asiduidad en casa mientras seguía impartiendo lecciones en el Conservatorio. De manera autodidacta aprendió de manuales de texto, y siguió una estricta rutina de componer ejercicios de contrapunto, fugas, corales y coros a capela.

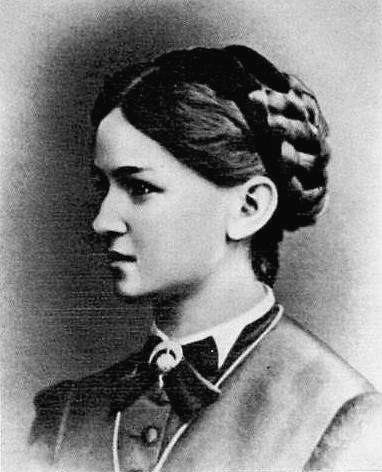
Nadezhda Rímskaya-Kórsakova, de soltera Purgold, fue la esposa del compositor. Viajaba con él, asistía a los ensayos e influyó musicalmente en sus tres primeras óperas. Fallecido su esposo se dedicó a organizar su legado musical póstumo.

Rimski-Kórsakov finalmente llegó a ser un maestro excelente y un ferviente defensor de las enseñanzas académicas. Revisó todo lo que había compuesto anterior a 1874, incluso obras aclamadas por el público como Sadkó y Antar, en una búsqueda de la perfección que perseguiría hasta el final de su vida. Al haber sido asignado para dirigir los ensayos de la clase de orquesta, perfeccionó el arte de la dirección orquestal. Enfrentarse a las texturas orquestales como director y el hecho de tener que hacer arreglos adecuados de obras musicales para dicha clase, lo llevó a interesarse cada vez más en el arte de la orquestación, un área que le haría descuidar sus estudios como inspector de orquestas navales. La partitura de su Tercera Sinfonía, escrita justo después de haber completado su programa de tres años de superación personal, refleja la experiencia de sus prácticas con la orquesta.
La cátedra en el Conservatorio conllevó seguridad económica para Rimski‑Kórsakov, lo cual le indujo a asentarse y formar una familia. En diciembre de 1871, le pidió matrimonio a Nadezhda Purgold, con quien había mantenido una estrecha relación a través de las reuniones semanales de Los Cinco en la residencia de la familia Purgold. Contrajeron matrimonio en julio de 1872, siendo Músorgski el padrino. La familia Rimski‑Kórsakov tuvo seis hijos; uno de los cuales, Andréi, se hizo musicólogo, se casó con la compositora Yulia Veisberg y escribió un estudio en varios volúmenes de la vida y obra de su padre.
Nadezhda llegó a ser tanto la compañera doméstica como musical de su marido, de la misma manera que Clara Schumann lo fue con su propio marido Robert. Era hermosa, capaz, voluntariosa y mucho más educada musicalmente que su marido al tiempo de conocerse, asistió al Conservatorio de San Petersubrgo a mediados de la década de 1860, recibiendo lecciones de piano de Antón Gerke (quien tenía asimismo como alumno privado a Músorgski) y teoría musical de Nikolái Zaremba, quien también enseñó a Chaikovski. Nadezhda demostró ser una crítica de gustos finos y la más exigente con la obra de su marido; la influencia que ejerció sobre él en materias musicales fue lo suficientemente fuerte para que Balákirev y Stásov se preguntaran si ella lo estaba guiando por un camino distinto al de sus preferencias musicales. El musicólogo Lyle Neff escribe que, a pesar de que Nadezhda dejó su carrera compositiva al casarse con Rimski‑Kórsakov, «influyó considerablemente en la creación de las tres primeras óperas [de Rimski‑Kórsakov]. Viajaba acompañando a su marido, asistía a los ensayos y realizaba arreglos de sus composiciones y de otros compositores» para piano a cuatro manos, que tocaba con su esposo. «Dedicó los últimos años de su vida a poner en orden el legado literario y musical póstumo, estableciendo los cánones para la interpretación de sus piezas [...] y reuniendo y preparando material para un museo en su nombre».

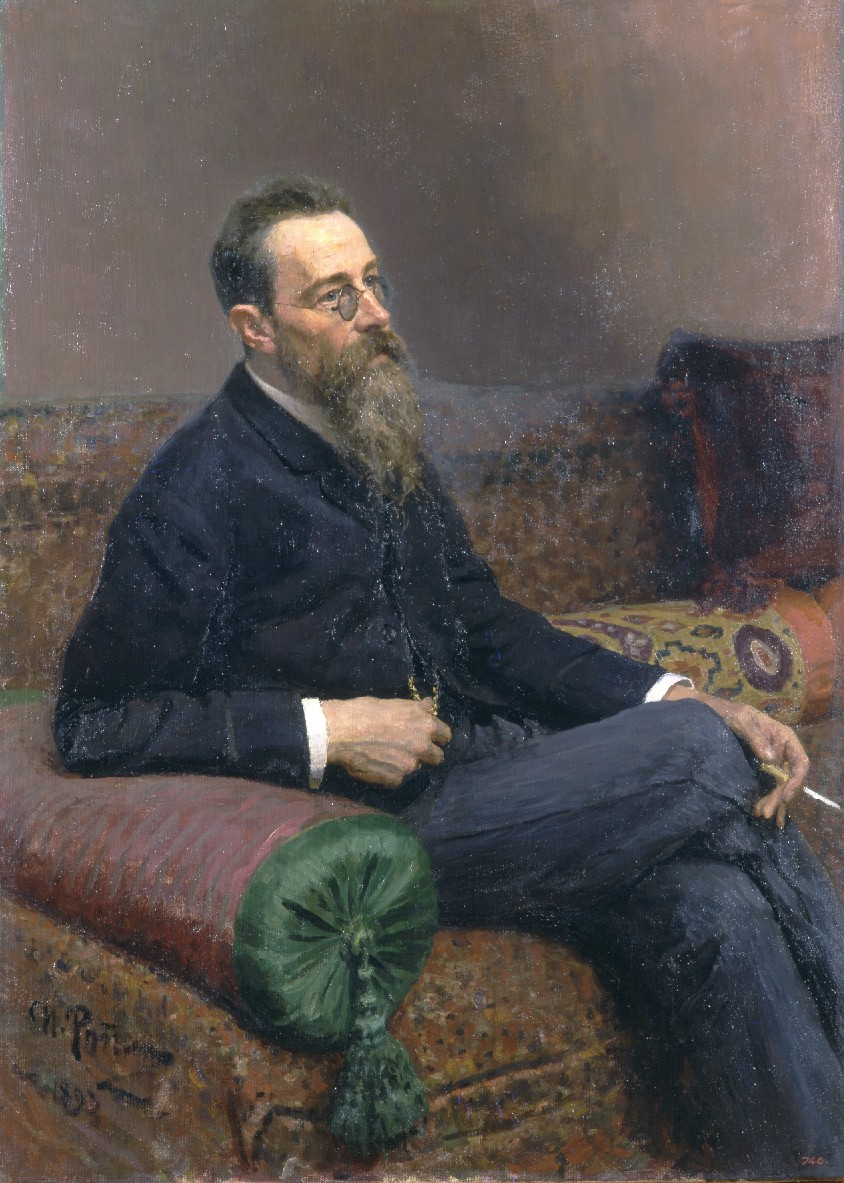
Rimski‑Kórsakov cuando tenía 49 años retratado por el pintor Iliá Repin. Por esta época falleció Chaikovski cuando habían iniciado entre ambos un mutuo acercamiento.

En la primavera de 1873, la marina creó el puesto de inspector naval de bandas y designó a Rimski‑Kórsakov para el cargo. A pesar de que se mantuvo en la nómina de la marina y en las listas del Ministerio de la Marina, le dieron permiso para que dejara de prestar sus servicios militares. Como inspector, hacía visitas periódicas a las bandas navales de toda Rusia, supervisaba a los directores de las bandas y sus compromisos, revisaba su repertorio e inspeccionaba la calidad de sus instrumentos. Redactó un programa de estudios como complemento a los estudiantes de música que tenían una beca de la marina en el Conservatorio e hizo de intermediario entre el Conservatorio y la marina. El puesto de inspector de bandas vino con una promoción a asesor colegiado, un rango de funcionario. «Me desprendí con alegría tanto de mi estatus militar como de mi uniforme de oficial», escribió posteriormente. «Desde ese momento en adelante fui músico oficialmente y de manera indiscutible».
Rimski-Kórsakov se dedicó con celo a sus deberes y satisfizo el antiguo deseo de familiarizarse con la construcción y la técnica interpretativa de los instrumentos musicales. Estos estudios lo llevaron a escribir un libro de texto sobre orquestación. Usó los privilegios del rango para ejercitar y extender su conocimiento. Debatía sobre arreglos musicales para banda militar con los directores, animó y revisó sus esfuerzos, celebró conciertos para oír estas piezas y orquestó obras originales y de otros compositores para bandas militares.
En marzo de 1884, una orden imperial abolió el cargo de Inspector de bandas navales, y Rimski‑Kórsakov quedó relevado de sus funciones. Trabajó a las órdenes de Balákirev en la Capilla de la Corte como director adjunto hasta 1894, lo que le permitió estudiar la música ortodoxa rusa. También impartió clases en la Capilla y escribió un manual sobre armonía para su empleo allí y en el Conservatorio.

### Críticas a su música yLa noche de mayo
Los estudios de Rimski‑Kórsakov y su cambio de actitud hacia la educación musical provocaron el desdén de sus colegas nacionalistas, que opinaban que estaba abandonando su herencia rusa para componer fugas y sonatas. Tras esforzarse «por meter el máximo contrapunto posible» en su Tercera Sinfonía, compuso obras de música de cámara adheridas estrictamente a modelos clásicos, incluyendo un sexteto de cuerdas, un cuartero de cuerdas en fa menor y un quinteto para flauta, clarinete, trompa, fagot y piano. Sobre el cuarteto y la sinfonía Chaikovski escribió a su mecenas Nadezhda von Meck que «estaban llenas de cosas inteligentes pero [...] [estaban] imbuidas de un carácter seco y pedante». Tras escuchar la sinfonía, Borodín comentó que mantuvo «la sensación de que se trata de la obra de un tipo alemán Herr Professor que se ha puesto sus gafas y está a punto de escribir Eine grosse Symphonie in C».
Según Rimski-Kórsakov, los otros miembros de Los Cinco mostraron escaso entusiasmo por la sinfonía, y menos aún por el cuarteto. Tampoco lo fue su debut en público como director en un concierto benéfico en 1874 en el cual dirigió a la orquesta con la nueva sinfonía, considerado positivamente por sus compatriotas rusos.
Posteriormente escribiría que «comenzaron, de hecho, a mirarme por encima del hombro como si fuera un fracasado». Peor aún para el ruso fueron los débiles elogios dados por Antón Rubinstein, un compositor opuesto a la música y filosofía de los nacionalistas. Rimski‑Kórsakov escribió que después de que Rubinstein escuchara el cuarteto, este comentó que ya «podría llegar a algo» como compositor. Escribió también que Chaikovski continuó dándole apoyo moral, diciéndole que aplaudía sin reparos todo lo que hacía y admiraba tanto su modestia artística como su fuerte personalidad. De manera privada, Chaikovski le confió a Nadezhda von Meck lo siguiente: «aparentemente ahora [Rimski‑Kórsakov] está pasando por una crisis y cómo acabará será difícil de predecir. O bien surge de él un gran maestro o quedará atrapado al final en sus trucos contrapuntísticos».

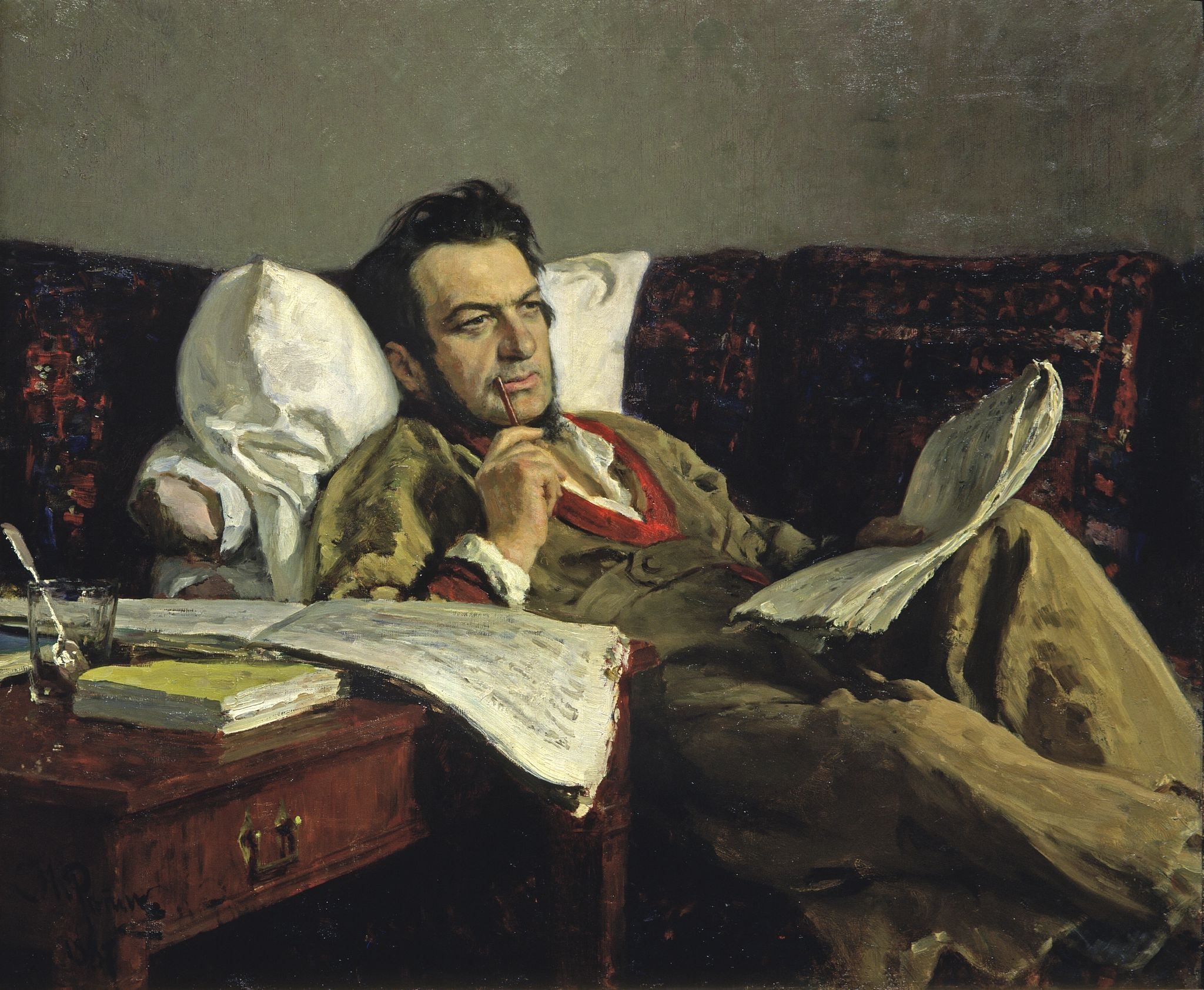
Retrato de Mijaíl Glinka de Iliá Repin. Rimski‑Kórsakov se atribuyó el haber editado las partituras de Glinka, lo que contribuyó a llevarlo de nuevo a la música moderna.

Dos proyectos hicieron que Rimski‑Kórsakov se centrara menos en hacer música de estilo académico. El primero de ellos fueron dos colecciones de canciones populares en 1874. Transcribió cuarenta canciones rusas para voz y piano a partir de las interpretaciones del cantante folclórico Tvorti Filípov, a sugerencia de Balákirev. Tras esta recopilación realizó una segunda más ambiciosa de cien canciones que le proporcionaron amigos y sirvientes, o que extrajo de colecciones raras o descatalogadas. Posteriormente, Rimski‑Kórsakov escribiría que haber realizado este trabajo tuvo una gran influencia en él como compositor; además le proporcionó una ingente cantidad de material al cual podría recurrir en futuros proyectos, bien para citarlos directamente o como modelos para componer pasajes «fakelóricos» (del inglés fake, falso, traducido como «pseudo-folclore» o «folclore de pega»). El segundo proyecto consistió en la edición de partituras del pionero compositor ruso Mijaíl Glinka (1804–1857) con la colaboración y ayuda de Balákirev y Anatoli Liádov. La hermana de Glinka, Liudmila Ivánovna Shestakova, quería preservar el legado musical de su hermano mediante su publicación e impresión y pagó de su propio bolsillo todos los gastos del proyecto. No se había realizado ningún proyecto similar en la historia de la música rusa, y tuvieron que establecerse y ponerse de acuerdo en pautas y directrices para la edición escolástica de las obras. Balákirev era partidario de realizar cambios en la música de Glinka con el fin de «corregir» lo que él veía como defectos de composición, mientras que Rimski‑Kórsakov defendía un punto de vista menos intrusivo, que, finalmente, acabaría prevaleciendo. Como posteriormente escribiría: «la oportunidad de trabajar sobre las partituras de Glinka fue una inesperada fuente de aprendizaje para mí. Incluso antes de esto ya conocía y adoraba sus óperas; pero, como editor de las partituras que iban a publicarse, tuve que analizar hasta la última nota, con lo que pude apreciar el estilo e instrumentación de Glinka. Y esto fue un trabajo beneficioso para mí, conduciéndome al camino de la música moderna, tras mis vicisitudes con el contrapunto y un estilo más estricto».
Durante el verano de 1877, Rimski‑Kórsakov reflexionaba sobre la historia corta titulada La noche de mayo de Nikolái Gógol. Era uno de sus cuentos favoritos desde hacía mucho tiempo y su mujer Nadezhda le había estado insistiendo en que escribiera una ópera basada en dicha historia desde el día en que se comprometieron, cuando la leyeron juntos. Las ideas musicales para tal obra databan de antes de 1877, pero ahora surgían con mayor persistencia. En invierno, La noche de mayo obtuvo cada vez más su atención; en febrero de 1878 empezó a componer en serio y acabó la ópera a principios de noviembre de ese año. Rimski‑Kórsakov dijo de La noche de mayo que fue de gran importancia porque, a pesar de que la obra contenía bastante música contrapuntísitca, logró «liberarse de los grilletes del contrapunto [cursivas enfáticas de Rimski‑Kórsakov]». Ideó la ópera en un idioma que imitaba las melodías populares y la orquestó de una manera transparente, más del estilo de Glinka. Sin embargo, pese a la facilidad con la que escribió esta ópera y la siguiente, La doncella de nieve, de vez en cuando sufrió parálisis creativas en el periodo desde 1881 a 1888. Se mantuvo ocupado durante este tiempo editando las obras de Músorgski y completando la ópera de Borodín titulada El príncipe Ígor (Músorgski falleció en 1881 y Borodín en 1887).

### Obras más notables y el círculo Beliáyev

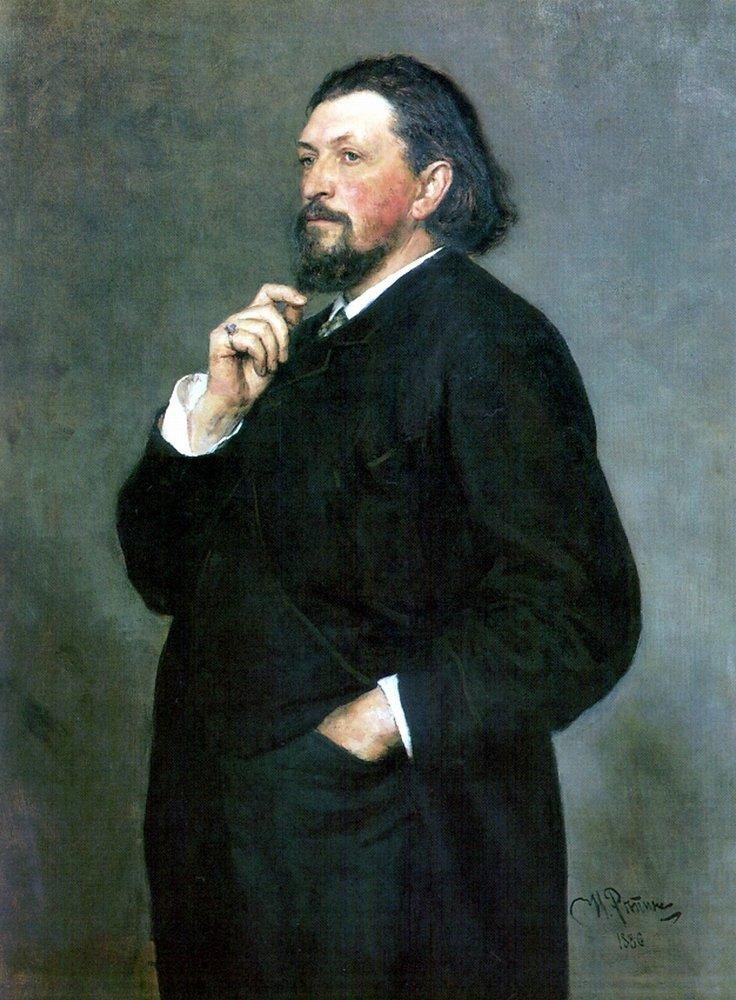
M. P. Beliáyev retratado por el pintor Iliá Repin. Fue un influyente mecenas ruso que apoyó económicamente a artistas nacionalistas. Secundó la idea de Rimski‑Kórsakov de dar conciertos de composiciones rusas.

Rimski‑Kórsakov escribe que entabló relaciones con el mecenas musical en ciernes Mitrofán Beliáyev en Moscú en 1882. Beliáyev pertenecía a un creciente círculo de empresarios nuevos ricos rusos que llegaron a ser mecenas de las artes a mediados y finales del siglo XIX en Rusia, entre los que se cuentan el magnate de los ferrocarriles Sava Mámontov y el fabricante textil Pável Tretiakov. Beliáyev, Mámontov y Tretiakov «querían contribuir notablemente en la vida pública». Los tres habían labrado su camino hasta lograr la fortuna y al ser «eslavófilos» en su perfil cultural creían en la gran gloria de Rusia. Debido a esta creencia, estaban más predispuestos que la aristocracia a apoyar al talento autóctono y más inclinados a ayudar económicamente a artistas nacionalistas por encima de los más cosmopolitas. Esta preferencia era paralela al resurgimiento general del nacionalismo y la «rusofilia» que era la corriente más extendida en el arte y la sociedad rusas.
Hacia el invierno de 1883, Rimski‑Kórsakov era asiduo a «los cuartetos de los viernes» (Les Vendredis) que tenían lugar en la casa de Beliáyev en San Petersburgo cada semana. Beliáyev, quien había mostrado un gran interés en el futuro musical del joven Aleksandr Glazunov, alquiló una sala y una orquesta en 1884 para estrenar la Primera Sinfonía (1881) de Glazunov así como una suite orquestal que dicho compositor acababa de componer. Este concierto y los ensayos del año anterior hicieron que Rimski‑Kórsakov tuviera la idea de ofrecer conciertos en los que las composiciones rusas fueran las protagonistas, perspectiva que a Beliáyev le parecía excelente. Los Conciertos Sinfónicos Rusos se inauguraron durante la temporada 1886–87, siendo Rimski‑Kórsakov codirector junto con Anatoli Liádov. Logró dar por concluida la revisión de la Una noche en el Monte Pelado de Músorgski y la dirigió en el concierto inaugural. Estos conciertos lo sacaron de su sequía creativa, para ellos compuso ex profeso sus obras más notables: Scheherezade, el Capricho español y la Obertura de la gran Pascua rusa. Hace referencia en sus memorias que estas obras «muestran un considerable desuso de recursos contrapuntísticos [...] [reemplazados] por un desarrollo poderoso y virtuosístico de cualquier tipo de figuración, sosteniendo el interés técnico de mis composiciones».
Rimski-Kórsakov recibió una petición de consejo y asesoramiento, no sólo sobre los Conciertos Sinfónicos, sino en otros proyectos en los que Beliáyev ayudaba a compositores rusos. «Dentro de las cuestiones puramente musicales resultó que yo era la cabeza del círculo Beliáyev», escribe el compositor. «También Beliáyev me consideraba así, consultándome sobre cualquier cosa y todo el mundo se refería a mí según a ese puesto». En 1884, Beliáyev creó con carácter anual el Premio Glinka y en 1885 fundó su propia editorial de partituras de música, en la cual publicó obras de Borodín, Glazunov, Liádov y Rimski‑Kórsakov corriendo con todos los gastos. Para elegir a qué compositores había que ayudar económicamente, publicar o interpretar sus obras de los muchos que solicitaban su asistencia, Beliáyev estableció un consejo formado por Glazunov, Liádov y Rimski‑Kórsakov. Su función era la de revisar todas las composiciones y solicitudes presentadas y sugerir qué compositores eran merecedores del patrocinio y la atención pública.
El grupo de compositores que aglutinaba a Glazunov, Liádov y Rimski‑Kórsakov era conocido con el nombre de Círculo Beliáyev, en honor a su benefactor. Dichos compositores eran nacionalistas desde el punto de vista musical como Los Cinco. Como ellos, creían en un estilo ruso singular de música clásica que empleara temas populares y elementos melódicos, armónicos y rítmicos exóticos, cuyo paradigma es la música de Balákirev, Borodín y Rimski‑Kórsakov. Pero, a diferencia de Los Cinco, estos compositores creían en la necesidad de una base académica influida por la música occidental a la hora de componer, la cual Rimski‑Kórsakov había inculcado durante los años que ejerció en el Conservatorio de San Petersburgo. En comparación con los compositores revolucionarios del Círculo Balákirev, a Rimski‑Kórsakov le pareció que los del Círculo Beliáyev eran «progresivos [...] eso, unido a una gran consideración a la perfección técnica, pero [..] al mismo tiempo abriendo nuevos caminos, de manera más segura, aunque no tan rápidamente [...]».

### Mayor contacto con Chaikovski

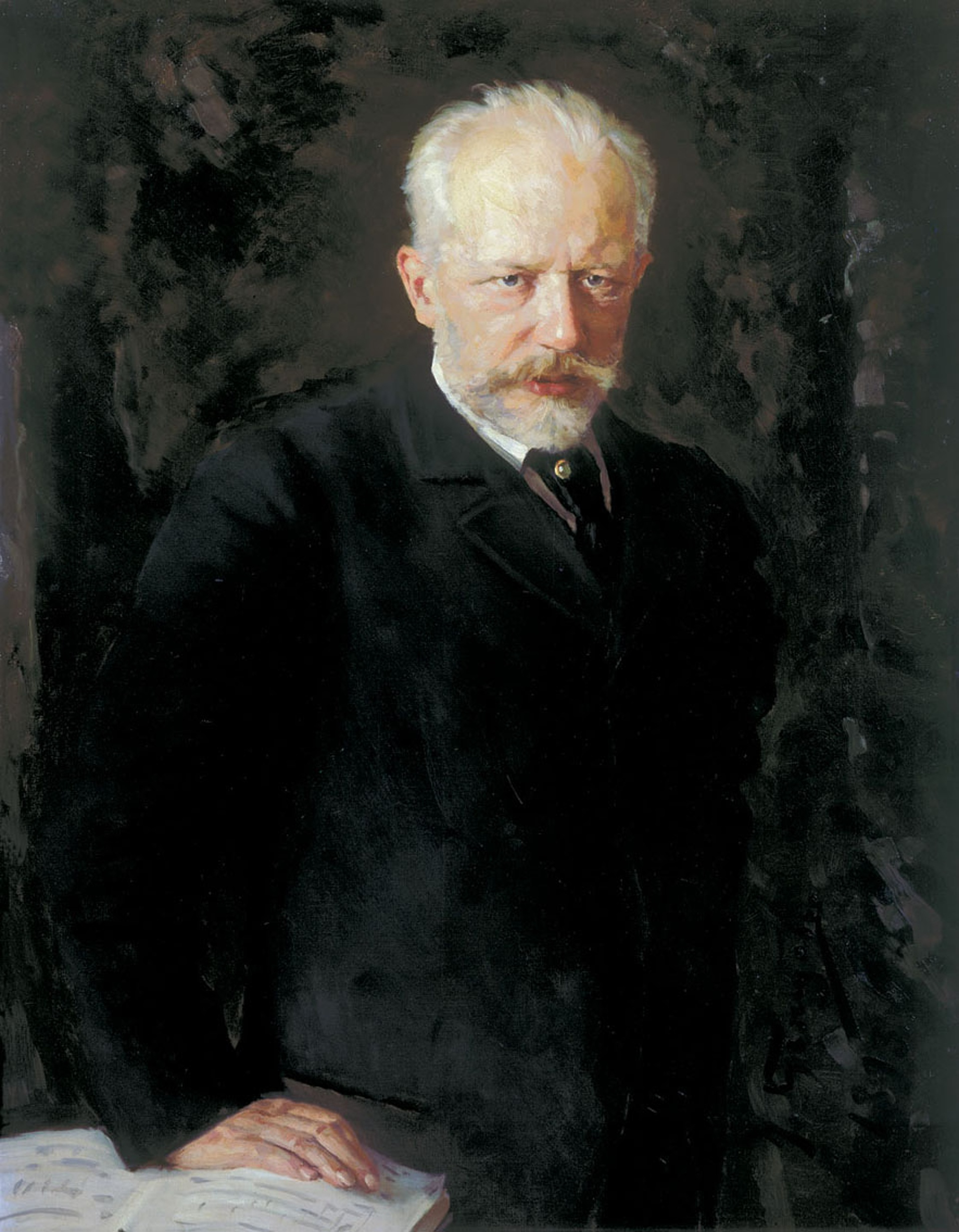
Piotr Ilich Chaikovski de Nikolái Kuznetsov, 1893.

En noviembre de 1887, Chaikovski llegó al Conservatorio de San Petersburgo, y pudo asistir a varios de los Conciertos Sinfónicos Rusos. Uno de ellos incluía una interpretación completa de su Primera Sinfonía, subtitulada Sueños de invierno, en su última versión. Otro concierto estuvo protagonizado por el estreno de la Tercera Sinfonía de Rimski‑Kórsakov en una versión revisada. Rimski‑Kórsakov y Chaikovski intercambiaron correspondencia antes de la visita y pasaron mucho tiempo juntos, también en compañía de Glazunov y Liádov. Aunque Chaikovski ya había sido un huésped habitual en casa de Rimski‑Kórsakov desde 1876, y que se ofreció a organizar el nombramiento de Rimski‑Kórsakov como director del Conservatorio de Moscú, esto supuso el comienzo de una relación más cercana entre ambos. «En cuestión de dos años», escribe Rimski‑Kórsakov, «las visitas de Chaikovski se volvieron mucho más frecuentes».
Durante esas visitas y sobre todo en público, Rimski‑Kórsakov se ocultaba tras una máscara de simpatía. En privado, la situación se le antojaba complicada emocionalmente y le confesó sus miedos y temores a su amigo, el crítico musical moscovita Semión Krúglikov. Estaba fresco en el recuerdo la tensión entre Chaikovski y Los Cinco sobre las diferencias en sus filosofías musicales; tensión tan aguda que Modest, el hermano de Chaikovski, comparó su relación en esa época como «la de dos Estados vecinos y amigos [...] preparados cuidadosamente para encontrarse en terreno neutral, pero guardando celosamente sus intereses particulares». Rimski‑Kórsakov observaba, no sin evitar sentirse irritado, cómo Chaikovski cada vez era más y más popular entre sus propios seguidores. Esta envidia personal se tornó también en profesional, dado que la música de Chaikovski ganaba popularidad entre los compositores del Círculo Beliáyev y permaneció en conjunto más exitosa que la de él. A pesar de todo, cuando Chaikovski asistió a la fiesta del santo de Rimski‑Kórsakov en mayo de 1893, este le preguntó a Chaikovski personalmente si querría dirigir cuatro conciertos de la Sociedad Musical Rusa en San Petersburgo durante la siguiente temporada. Tras pensárselo detenidamente, aceptó. Su muerte repentina a finales de 1893 evitó que cumpliera con su compromiso en su totalidad, no obstante, en la lista de obras que había pensado dirigir se contaba la Tercera Sinfonía de Rimski‑Kórsakov.

### Últimos años

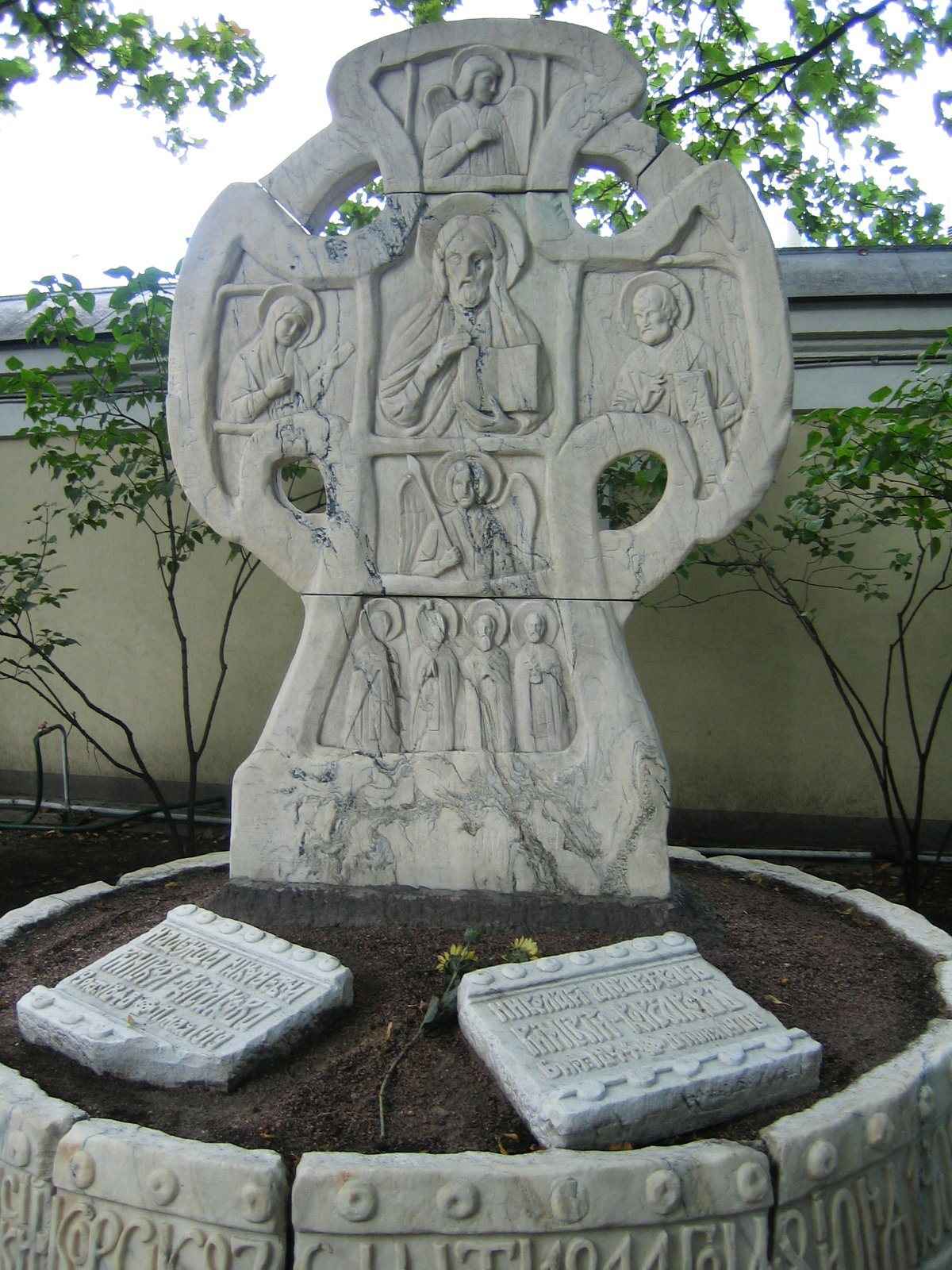
La tumba de Rimski‑Kórsakov en el Cementerio Tijvin.

En marzo de 1889, el «teatro ambulante Richard Wagner» de Angelo Neumann llegó a San Petersburgo, ofreciendo cuatro ciclos de El anillo del nibelungo bajo la dirección de Karl Muck. Los Cinco habían ignorado la música de Wagner, pero dicha obra impresionó a Rimski‑Kórsakov, que quedó asombrado con su dominio de la orquestación. Asistió a los ensayos con Glazunov e iba siguiendo la partitura. Tras escuchar estas interpretaciones, Rimski‑Kórsakov se dedicó prácticamente sólo a componer óperas por el resto de su vida creativa. El uso de la plantilla instrumental por parte de Wagner influyó en su orquestación, comenzando con el arreglo que Rimski‑Kórsakov hizo de la polonesa de la ópera Borís Godunov de Músorgski con el fin de emplearla en conciertos en 1889.
Rimski-Kórsakov mantenía su mente cerrada en lo referente a música más aventurada que la de Wagner, especialmente la de Richard Strauss y más tarde Claude Debussy. Llegó a mostrarse enojado durante días cuando escuchó al pianista Félix Blumenfeld tocar Estampes, de Debussy, tras lo cual escribió en su diario: «pobre y mezquino hasta más no poder; no hay técnica, y mucho menos imaginación.» Esto se debía a un creciente conservadurismo por su parte (su «conciencia musical», tal y cómo él mismo lo describió), bajo el cual ahora escrutaba su música, así como la de otros. Las composiciones de sus antiguos compatriotas en Los Cinco no eran inmunes a esto; en 1895, mientras se encontraba trabajando en su primera revisión de Borís Godunov, de Músorgski, le dijo a su amanuense y futuro biógrafo Vasili Yástrebtsev: «Es increíble que alguna vez me hubiera podido gustar esta música y aun así parece que hubo un tiempo en que lo hizo.» En 1901 escribiría acerca de estar crecientemente «indignado con todos los desatinos [de Wagner] para el oído», sobre la misma música que había acaparado su atención en 1889.
En 1892, Rimski‑Kórsakov padeció una segunda sequía creativa, debido a una enfermedad psicosomática. Se le subía la sangre a la cabeza, tenía pérdidas de memoria, confusiones y desagradables obsesiones, que lo llevaron al diagnóstico médico de neurastenia. Las crisis dentro del círculo familiar de Rimski‑Kórsakov podrían haber sido el factor desencadenante: las graves enfermedades de su mujer y uno de sus hijos debido a la difteria en 1890, las muertes de su madre e hijo de menor edad, así como el comienzo de una prolongada y finalmente fatal enfermedad de su segundo hijo más joven. Dejó sus puestos tanto en los Conciertos Sinfónicos Rusos como en la Capilla de la Corte de San Petersburgo y se planteó dejar de componer para siempre. Tras realizar la tercera versión del cuadro musical Sadkó y la ópera La dama de Pskov, dio por cerrada su cuenta musical con el pasado, ninguna de sus obras previas a La noche de mayo conservaba su edición original.
Otro fallecimiento, el de Chaikovski, fue sin embargo la causa que lo llevó de nuevo a componer, puesto que esta defunción se presentó como una doble oportunidad: por un lado compondría para los Teatros Imperiales y además una ópera basada en la historia corta de Nikolái Gógol titulada La noche de Navidad (Nochebuena), una obra en la que Chaikovski también se había inspirado para componer su ópera Vakula el herrero. El éxito de la ópera La noche de Navidad lo animó a completar una ópera cada 18 meses de media entre 1893 y 1908, con un total de once a lo largo de este periodo. También comenzó otro borrador sobre su tratado de orquestación que finalmente abandonó, pero hizo un tercer intento y lo dejó casi acabado en sus últimos cuatro años de vida (lo completaría su yerno Maksimilián Steinberg en 1912). El tratamiento científico y académico de la orquestación que hace Rimski‑Kórsakov, ilustrado con más de 300 ejemplos de su propia obra, se convirtió en referencia para los textos de su categoría.

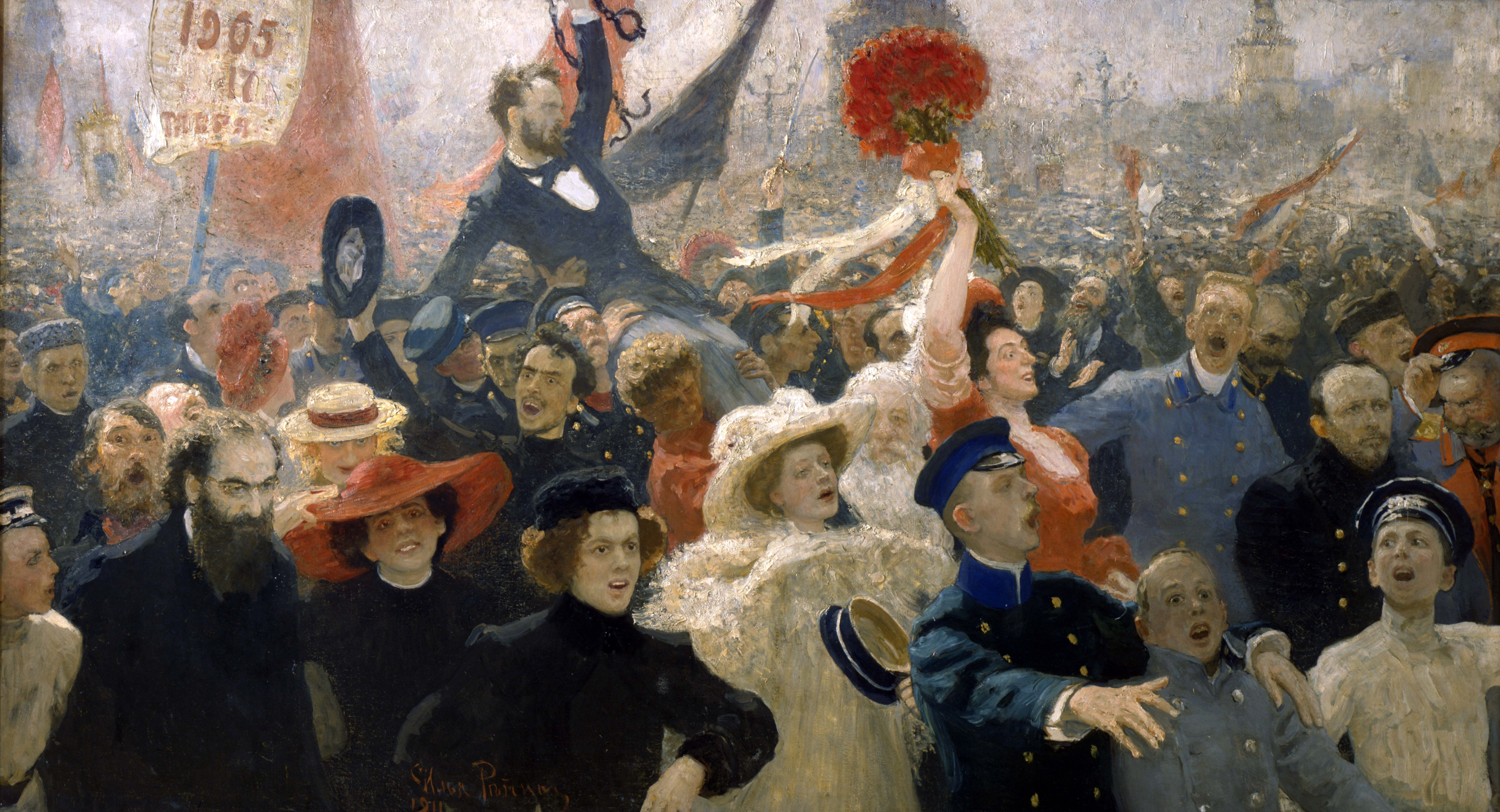
El cuadro 17 de octubre de 1905 (Manifiesto de Octubre), de Iliá Repin.

En 1905, hubo manifestaciones en el Conservatorio de San Petersburgo como parte de la Revolución de 1905; éstas, escribe Rimski‑Kórsakov, fueron desencadenadas por disturbios de la misma índole en la Universidad de San Petersburgo, en la que los estudiantes solicitaban reformas políticas y el establecimiento de una monarquía constitucional en Rusia. «Fui elegido como miembro del comité que debía solventar las diferencias con los agitados pupilos», recuerda; sin embargo, tan pronto como el comité se hubo formado, «se recomendaron todo tipo de medidas para que los cabecillas fueran expulsados, alojar a la policía en el conservatorio o cerrar el conservatorio entero». Considerado a sí mismo de siempre un liberal en lo político, escribió que sentía que alguien debía proteger el derecho de los estudiantes a manifestarse, especialmente cuando las disputas y riñas con las autoridades cada vez eran más violentas. En una misiva abierta, se puso de lado de los estudiantes en contra de lo que él veía como una interferencia sin justificación alguna en la dirección del conservatorio y la Sociedad Musical Rusa. En una segunda carta, esta vez firmada por todo el cuerpo docente Rimski‑Kórsakov inclusive, exigía la dimisión del director del conservatorio. En parte debido a las consecuencias de ambas cartas, escribe, aproximadamente 100 alumnos fueron expulsados y él fue destituido de su cátedra. Justo antes de que la dimisión fuera efectiva, Rimski‑Kórsakov recibió una carta de uno de los miembros de la directiva del centro, sugiriéndole que tomara la dirección con fines de calmar el descontento estudiantil. «Probablemente el miembro de la directiva que envió la carta representaría una opinión minoritaria, pero la firmó de todas formas» escribe. «Respondí con una negativa».
No mucho después de la destitución de Rimski‑Kórsakov, una producción estudiantil de su ópera Kaschéi, el inmortal provocó, en lugar del concierto que estaba programado, una manifestación política, lo que causó que la policía prohibiera la obra de Rimski‑Kórsakov. A consecuencia, gracias en parte a la cobertura que hizo la prensa de estos eventos, inmediatamente surgió por toda Rusia y el extranjero una ola de indignación frente a la prohibición; liberales e intelectuales inundaban la residencia del compositor con cartas de apoyo y simpatía, e incluso campesinos que nunca habían oído una sola nota de la música de Rimski‑Kórsakov enviaron pequeñas donaciones monetarias. Varios miembros del profesorado del Conservatorio de San Petersburgo renunciaron a su empleo en señal de protesta, incluyendo Glazunov y Liádov. Al final, unos 300 estudiantes abandonaron el conservatorio en señal de solidaridad con Rimski‑Kórsakov. Hacia diciembre había sido rehabilitado en su cargo bajo un nuevo director, Glazunov; pero se retiró en 1906. La controversia política continuó con su ópera El gallo de oro, cuya crítica implícita a la monarquía, al imperialismo ruso y a la Guerra Ruso-Japonesa daban escasas posibilidades a pasar la censura. El estreno se retrasó hasta 1909, después del fallecimiento del compositor, e incluso entonces se interpretó en una versión adaptada.
En abril de 1907, Rimski‑Kórsakov dirigió un par de conciertos en París, organizados por el empresario Serguéi Diáguilev, en donde se ponía de relieve la música de la escuela nacionalista rusa. Dichos conciertos tuvieron un gran éxito a la hora de popularizar la música clásica rusa de este género en Europa, particularmente la de Rimski‑Kórsakov. Al año siguiente, su ópera Sadkó fue puesta en escena en la Ópera de París y La doncella de nieve en la Opéra-Comique. También tuvo la oportunidad de escuchar los últimos estrenos de compositores europeos; silbó sin tapujos al escuchar la ópera de Richard Strauss Salomé y le dijo a Diáguilev tras escuchar la ópera Pelléas et Mélisande de Claude Debussy: «¡no me hagas escuchar todos estos horrores o acabarán gustándome!» El hecho de escuchar dichas obras le permitió comprender su lugar dentro de la música clásica. Admitió ser «un kuchkista convencido» —en alusión al término kuchka (puñado), una manera en ruso de referirse a Los Cinco— y que sus obras pertenecían a una era cuyas tendencias musicales ya habían quedado atrás.
Desde principios de 1890, Rimski‑Kórsakov venía padeciendo angina de pecho. Este mal al principio lo iba desgastando lentamente, pero el estrés que le ocasionaron los sucesos que tuvieron lugar en la Revolución de 1905 y sus secuelas aceleraron el proceso, llegando en diciembre de 1907 a ser la enfermedad de tal gravedad que ya no podía trabajar. Falleció en 1908 en su finca de Liúbensk, cerca de Luga (hoy en día Pliussa, distrito de la Óblast de Pskov), unos 200 km al sur de San Petersburgo, y fue enterrado en el Cementerio Tijvin en el Monasterio de Alejandro Nevski de San Petersburgo, cerca de las tumbas de Borodín, Glinka, Músorgski y Stásov.

## Legado

### Composiciones

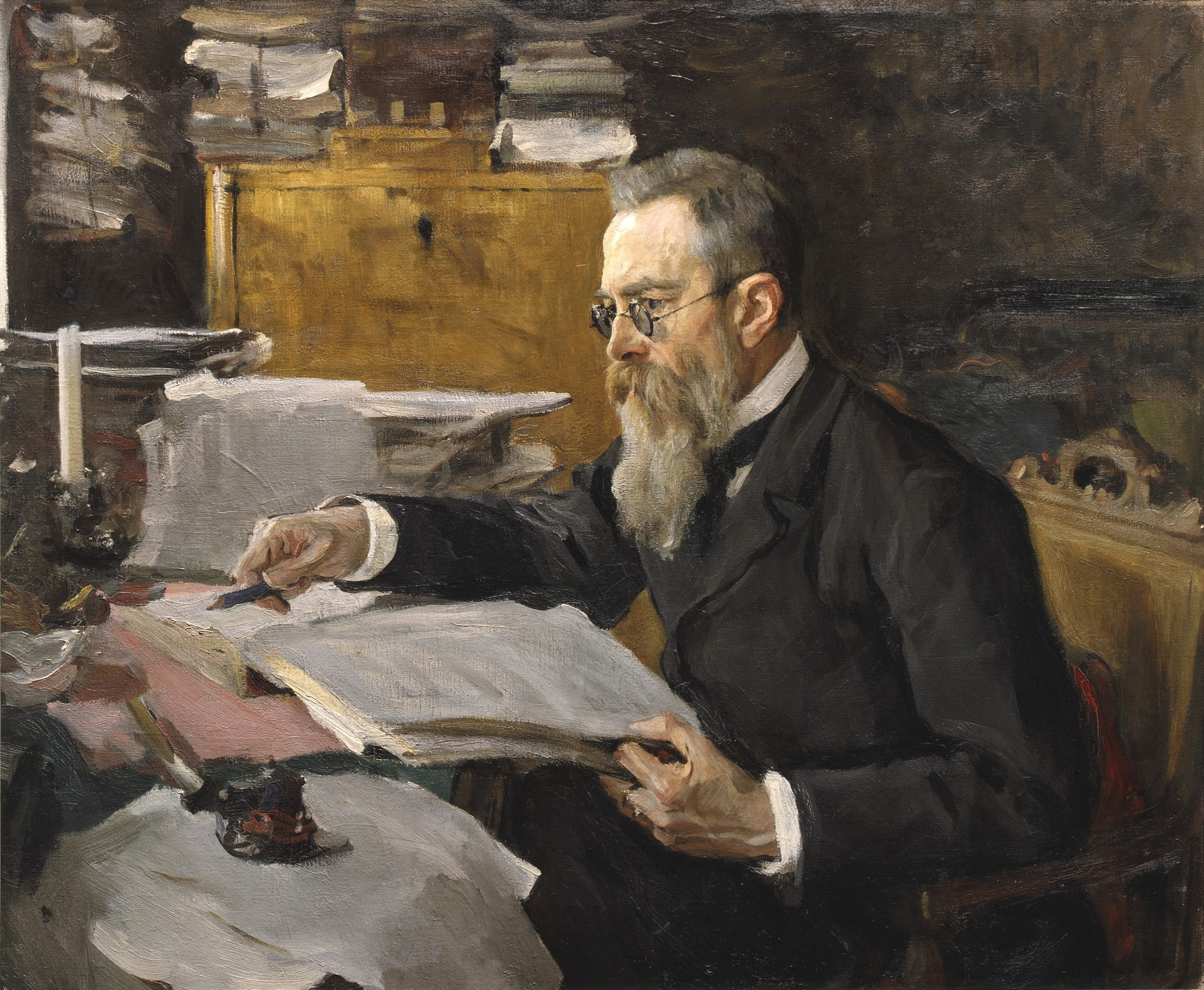
Retrato de Nikolái Rimski‑Kórsakov de Valentín Serov (1898).

Rimski-Kórsakov fue un compositor prolífico, así como también muy crítico con sus propias obras. Revisó todas y cada una de sus piezas orquestales anteriores a su Tercera Sinfonía, incluyendo ésta; algunas, como Antar y Sadkó, incluso más de una vez. Estas revisiones iban desde pequeñas modificaciones en el tempo, fraseo y detalles instrumentales hasta la transposición y recomposición completa.
Rimski-Kórsakov siempre estaba abierto a nuevas influencias en su música, llegando a decirle en una ocasión a Vasili Yastrebtsév que «si estudias a Liszt y Balákirev más profundamente te darás cuenta de que mucho de lo que se ve en mí no es en absoluto mío». Sin embargo, aunque tomó como modelos a Glinka y Liszt, su empleo de las escalas de tonos enteros y octatónicas demuestran en efecto su originalidad. Desarrolló ambas técnicas compositivas para las secciones de estilo «fantástico» de sus óperas, en donde se representan personajes y sucesos mágicos o sobrenaturales. Rimski‑Kórsakov continuó mostrando interés por la experimentación con la armonía y la exploración de nuevos idiomas, pero su interés iba parejo a un aborrecimiento del exceso y mantuvo sus ganas de experimentar bajo constante control. Cuanto más radicales se volvían sus armonías, más intentaba controlarlas mediante reglas estrictas, esto es, tal y como él lo denominaba, aplicar su «conciencia musical». En este sentido, fue un compositor progresista y conservador a la vez: su empleo de la escala de tonos enteros y la octatónica, las cuales se consideraban aventuradas en la tradición musical occidental, hizo que sus armonías parecieran mucho más radicales; a la inversa, su cuidado sobre cómo o cuándo debía usar estas escalas dentro de una composición lo hacían parecer conservador respecto de otros compositores posteriores como Ígor Stravinski, aunque éstos a menudo se basaran en sus obras.

#### Óperas
El musicólogo Gerald Abraham escribió sobre Rimski‑Kórsakov que, a pesar de ser más conocido en Occidente por sus obras orquestales, sus óperas son mucho más complejas; ofrecen una mayor variedad de efectos orquestales que en sus obras instrumentales, así como refinados papeles para voz. Los temas tratados cubren desde melodramas históricos (La novia del zar) hasta óperas basadas en temas folclóricos (La noche de mayo), cuentos de hadas y leyendas (La doncella de nieve, Kaschéi, el inmortal, El Zar Saltán). Sobre tal variedad Rimski‑Kórsakov escribió al respecto en 1902: «en cada nueva obra que creo intento hacer algo que es nuevo para mí. Por un lado, me incita el hecho de pensar que de esta forma, [mi música] mantendrá la frescura y seguirá siendo interesante, pero al mismo tiempo me impulsa el orgullo de pensar que muchas facetas, técnicas, ambientes y estilos, si no todos, deberían estar a mi alcance».
La música de Rimski‑Kórsakov a menudo carece de fuerza dramática, un defecto al parecer fatal para un compositor operístico. Esto puede haber sido sin embargo realizado deliberadamente, ya que Rimski‑Kórsakov reiteradamente expresaba en sus partituras que sentía que las óperas eran principalmente obras musicales antes que dramáticas. Irónicamente, las óperas tuvieron éxito en la mayoría de los casos por ser deliberadamente no dramáticas. Con este fin diseñó un doble lenguaje musical: música diatónica y lírica al estilo de la música popular rusa para los «verdaderos» personajes humanos y cromática, música artificial para los seres mágicos «irreales» o «fantásticos». Harold C. Schonberg lo expresó de la siguiente manera: «[las óperas de Rimski‑Kórsakov] abren un delicioso mundo nuevo, el de la Rusia Oriental, el de lo sobrenatural y lo exótico, el del panteísmo eslavo y de razas desaparecidas. Una poesía genuina las infunde y están orquestadas con brillantez y llenas de recursos».
Los fragmentos y suites de las óperas de Rimski‑Kórsakov han demostrado ser tan populares en Occidente como las obras puramente orquestales. El más conocido de estos fragmentos es, probablemente, El vuelo del moscardón de El Zar Saltán, ya que con frecuencia se programa en conciertos orquestales, y se han hecho innumerables arreglos y transcripciones, siendo la más famosa la versión para piano del compositor ruso Serguéi Rajmáninov. Otras piezas familiares al oído occidental son la Danza de los Acróbatas de La doncella de nieve, la Procesión de los nobles de Mlada y la Canción del mercader indio (o, con menos precisión, Canción india) de Sadkó, así como las suites de El gallo de oro y La ciudad invisible de Kítezh y la doncella Fevróniya.

#### Composiciones orquestales
Las composiciones puramente orquestales son en su gran mayoría de naturaleza programática, en las que el contenido y secuencia musical vienen determinadas por una historia, una pintura o cualquier otra fuente no musical, más que por las reglas abstractas de la música absoluta. Para Rimski‑Kórsakov, el empleo de un programa en música era natural, si su comentario es tomado en sentido literal: «en mi opinión, incluso un tema popular tiene alguna especie de programa».
Sus piezas orquestales muestran la doble influencia de Balákirev y Liszt, del primero en el uso de la escala de tonos enteros y el orientalismo musical y del segundo en su audacia armónica, así como la naturaleza programática de su música. Además, Rimski‑Kórsakov continuó con los ideales musicales propugnados por Los Cinco. Empleó temas litúrgicos en su Obertura de la gran Pascua rusa, la cual también sigue el diseño y plan de la Segunda obertura sobre temas rusos de Balákirev; el Capricho español se basa en temas populares, pero su estructura es más rapsódica; Scheherezade se convirtió en la expresión más conocida del orientalismo musical ruso y posiblemente su obra más popular. En esta última obra, el sultán es introducido por un poderoso tema en los metales y Scheherezade representada por los arabescos de un violín solista; el tema de Scheherezade enlaza esta pieza con el orientalismo de Los Cinco y con el poema sinfónico Tamara de Balákirev. Rimski‑Kórsakov consideraba que el Capricho español, la Obertura de la gran Pascua rusa y Scheherezade «cerraban un periodo de mi obra, al final del cual mi orquestación ha alcanzado un nivel considerable de virtuosismo y calidez sonora sin ningún tipo de influencia wagneriana, limitándome a emplear una orquesta normal tal y como Glinka usaba en sus obras». Otro ejemplo de orientalismo es el poema sinfónico Noche en el monte Triglav, un arreglo sinfónico del Acto III de la ópera Mlada.

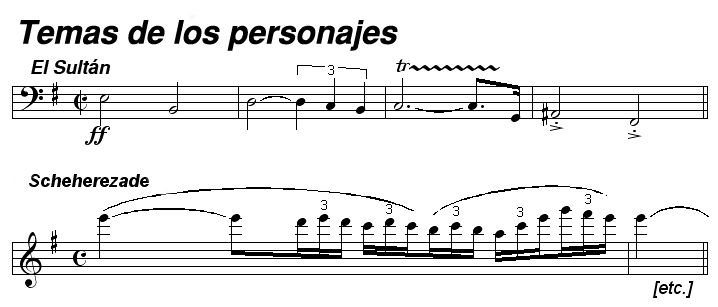
Temas iniciales del sultán y Scheherezade.

Las obras orquestales de Rimski‑Kórsakov son especialmente alabadas por su ingenioso uso de los efectivos orquestales. Aunque esto se evidencia ya en obras tempranas como Sadkó y Antar, sus texturas adicionales palidecen al lado de la exuberancia de las obras más populares de la década de 1880. Sin descuidar nunca el principio de resaltar los matices primarios del color orquestal, en obras posteriores exageraría esta premisa al precisar un caché más sofisticado de efectos orquestales, algunos tomados de otros compositores como Wagner, pero muchos otros inventados por él. Como resultado, estas obras se asemejan a mosaicos de vivos colores, llamativas por sí mismos y a menudo compuestas con una yuxtaposición de grupos puramente orquestales. El tutti final de Scheherezade es uno de los mejores ejemplos de este tipo de orquestación. El tema se asigna a los trombones tocando al unísono y se acompaña de una combinación de motivos en las cuerdas. Al mismo tiempo, se alternan otros temas como las escalas cromáticas en las maderas y un tercer patrón rítmico en la percusión.

#### Composiciones menores
Rimski-Kórsakov compuso docenas de canciones folclóricas, arreglos de canciones populares, música de cámara y para piano y un conjunto de obras corales, tanto seculares como para el servicio de la Iglesia ortodoxa rusa. Dentro de estas últimas cabe destacar partes de la Liturgia de San Juan Crisóstomo (a pesar de su ateísmo acérrimo).

### Figura transicional
El crítico Vladímir Stásov, quien fundó junto con Balákirev Los Cinco, escribió en 1882: «Comenzando con Glinka, todos los mejores músicos rusos se han mostrado muy escépticos sobre el aprendizaje desde los libros, y nunca lo han abordado con el servilismo y la veneración supersticiosa con que se aborda en la actualidad en muchas partes de Europa». Esta afirmación no era cierta para Glinka, quien antes de componer su opera Una vida por el Zar estudió asiduamente teoría musical occidental en Berlín con Siegfried Dehn. No obstante, sí era cierto para Balákirev, el cual «se oponía al academicismo con un vigor tremendo» y era inicialmente cierto para Rimski-Kórsakov, a quien Balákirev y Stásov le habían inculcado esta misma actitud.

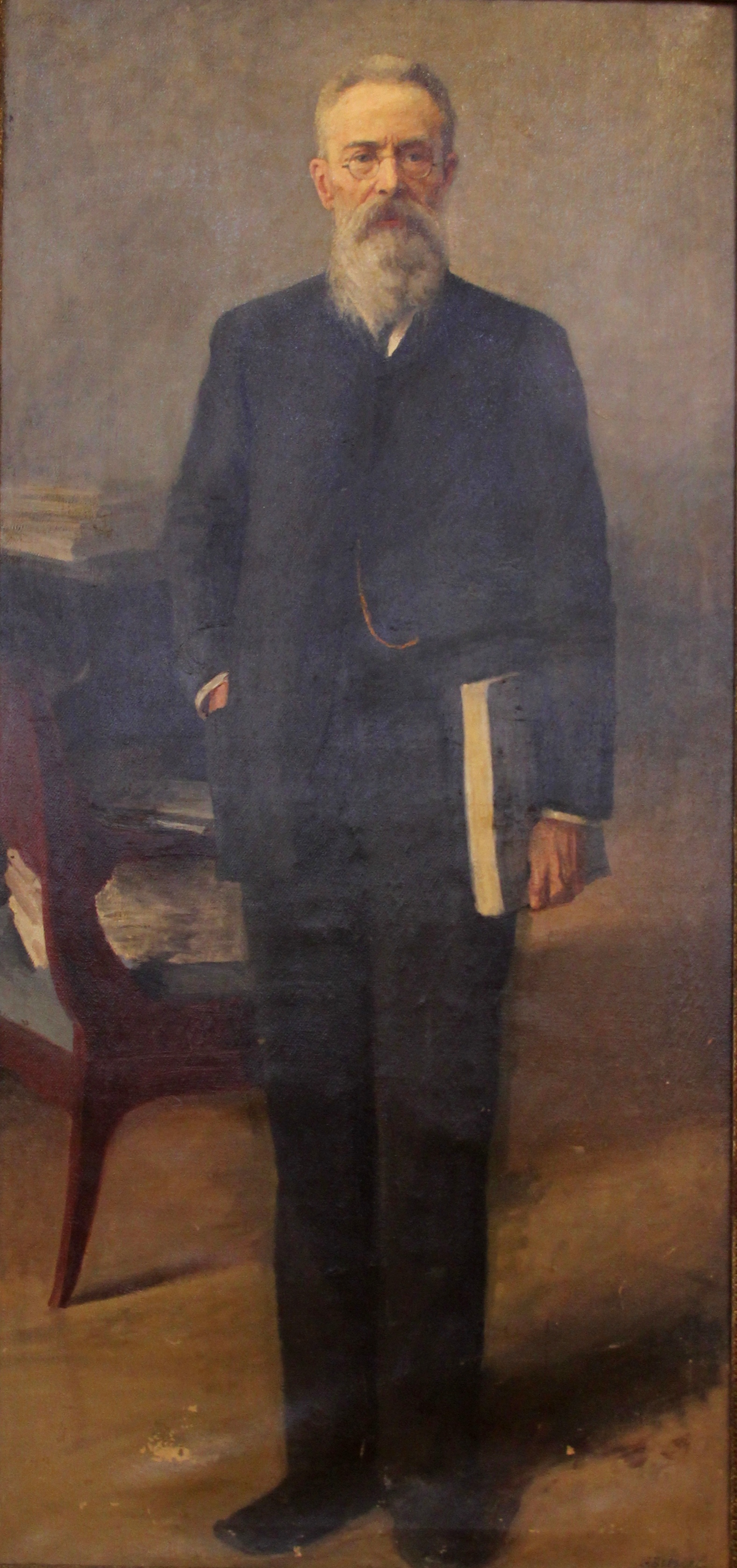
Nikolái Rimski-Kórsakov por Emil Wiesel

Un punto que Stásov omitió a propósito —y que habría refutado su afirmación por completo— fue que, cuando escribió esto, Rimski-Kórsakov había estado transmitiendo su «aprendizaje con libros» a los estudiantes del Conservatorio de San Petersburgo desde hacía más de una década.
Desde sus tres años de estudio autoimpuesto, Rimski-Kórsakov se había acercado más a Chaikovski y alejado del resto de Los Cinco, lo que le valió que estos últimos le dieran la espalda y Stásov lo tildara de «renegado». Taruskin escribió: «Cuanto mayor se iba haciendo, mayor era la ironía con la que Rimski-Kórsakov rememoraba sus días kuchkistas». Cuando el joven Semión Krúglikov consideraba un futuro en la composición, Rimski-Kórsakov escribió al futuro crítico:

Sobre talento para componer... todavía no puedo decir nada. Has probado muy poco tus capacidades... Sí, se puede estudiar por uno mismo. A veces se necesita consejo, pero uno debe estudiar... Todos nosotros, es decir, yo mismo y Borodín, y Balákirev, y especialmente Cui y Músorgski, desdeñamos estos asuntos. Me considero afortunado de haberme reconducido a tiempo y haberme forzado a mí mismo a trabajar. Por lo que respecta a Balákirev, escribe poco debido a su insuficiente técnica; Borodín, con dificultad; Cui, despreocupadamente; y Músorgski, descuidadamente y a menudo de manera incoherente.

Taruskin apunta esta declaración, la cual Rimski-Kórsakov escribió mientras Borodín y Músorgski todavía estaban vivos, como prueba de su distanciamiento del resto de Los Cinco y una indicación sobre el tipo de maestro en que se llegó a convertir. Para cuando instruyó a Liádov y Glazunov, su preparación difería apenas [de la de Chaikovski]. Se les inculcó desde el principio un ideal de estricto profesionalismo y, a la muerte de Borodín en 1887, la era del autodidactismo para los compositores rusos llegó efectivamente a su fin. Cualquier ruso que aspirara a escribir música clásica había atendido a un conservatorio y recibido la misma educación formal. «Ya no había más “Moscú”, no había “San Petersburgo”». Taruskin escribe: «Toda Rusia era al fin una sola. Además, a la llegada del fin de siglo, las facultades de teoría y composición del Conservatorio de Rubinstein se encontraban totalmente en manos de representantes de la nueva escuela rusa. Visto en el contexto de las predicciones de Stásov, difícilmente podría existir mayor ironía».

### Pupilos
Rimski-Kórsakov enseñó teoría y composición a unos 250 estudiantes a lo largo de sus 35 años de permanencia en el Conservatorio de San Petersburgo, «suficientes para poblar una “escuela” entera de compositores». Esto sin contar los pupilos de las otras dos escuelas donde enseñó, como Glazunov, y aquellos a los que instruyó de forma privada en su casa, como Ígor Stravinski. Además de Glazunov y Stravinski, dio clases a otros estudiantes que más adelante se volverían famosos, entre los cuales se encuentran Anatoli Liádov, Aleksandr Spendiaryán, Serguéi Prokófiev, Ottorino Respighi, Witold Maliszewski, Mikola Lísenko, Artur Kapp y Konstanty Gorski. También cabe citar al crítico musical y musicólogo Aleksandr Osovski y el compositor Lazare Saminski.
Rimski-Kórsakov consideraba que los estudiantes con talento necesitaban pocas enseñanzas regladas y formales. Su método didáctico incluía varios pasos: mostrarles a los alumnos todo lo necesario en armonía y contrapunto; dirigirlos para la comprensión de las formas musicales de composición; darles uno o dos años de estudio sistemático del desarrollo de la técnica, ejercicios de composición y orquestación libre; y, por último, inculcarles un buen conocimiento del piano. Una vez que fueran realizados correctamente, los estudios serían dados por terminados. El compositor también imprimía estos dictámenes a sus clases en el conservatorio. El director orquestal Nikolái Malkó recuerda que Rimski‑Kórsakov comenzó la primera clase del curso diciendo «yo hablaré y ustedes escucharán. Luego hablaré menos y ustedes empezarán a trabajar. Finalmente, yo no hablaré en absoluto y ustedes trabajarán a fondo». Malkó añadió que sus clases seguían exactamente este patrón de trabajo. «Rimski‑Kórsakov lo explicaba todo de una manera tan simple y clara que todo lo que teníamos que hacer era realizar nuestro trabajo correctamente».

### Corrigiendo las composiciones de Los Cinco
Las correcciones efectuadas por Rimski‑Kórsakov en las obras de Los Cinco fueron considerables. Se trataba de una prolongación práctica de la atmósfera colaborativa de Los Cinco durante la década de 1860 y 1870, cuando escuchaban las composiciones en curso de cada uno y trabajaban en ellas juntos, y constituyó un esfuerzo para preservar composiciones que de otro modo nunca habrían sido escuchadas o se habrían perdido por completo. Esta tarea incluyó la finalización de la ópera El príncipe Ígor de Aleksandr Borodín —lo cual Rimski‑Kórsakov pudo llevar a cabo con la ayuda de Glazunov tras el fallecimiento de Borodín—, y la orquestación de pasajes de la ópera William Ratcliff de César Cui para su primera puesta en escena en 1869. También reorquestó por completo la ópera El convidado de piedra de Aleksandr Dargomyzhski hasta tres veces (en 1869–70, 1892 y 1902). A pesar de no ser un miembro de Los Cinco, Dargomyzshki estaba íntimamente relacionado con el grupo y compartía su filosofía musical.

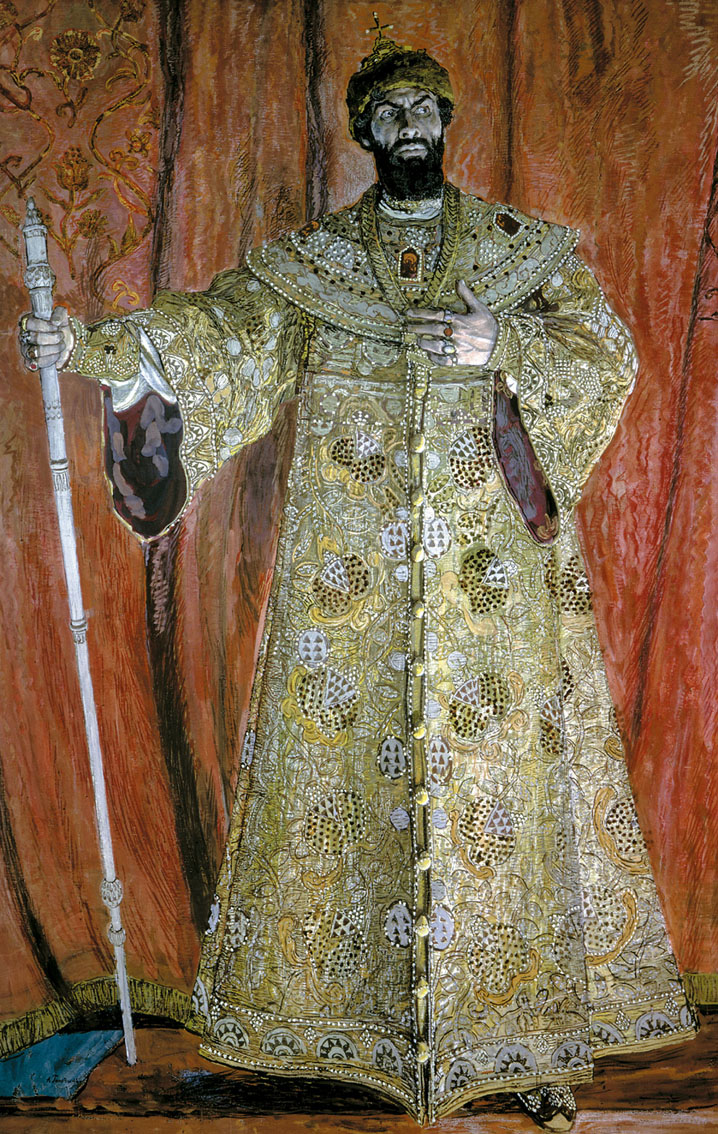
Fiódor Chaliapin fue un gran defensor de la versión de Borís Godunov de Rimski‑Kórsakov, lo cual contribuyó a que la obra se representara en los teatros de ópera de todo el mundo. Actualmente esta versión ya no es tan popular, habiendo caído en el olvido. Retrato de Aleksandr Golovín.

El musicólogo Francis Maes afirmó que, aunque los esfuerzos de Rimski‑Kórsakov son admirables, también lo son controvertidos. En general, se asumía que con El príncipe Ígor, Rimski‑Kórsakov había corregido y orquestado los fragmentos existente de la ópera mientras Glazunov componía y añadía las partes faltantes, incluyendo la mayor parte del tercer acto y la obertura. Esto es exactamente lo que Rimski‑Kórsakov sostiene en sus memorias. Sin embargo, tanto Maes como Richard Taruskin citan el análisis de los manuscritos de Borodín efectuados por el musicólogo Pável Lam, que evidencian que Rimski‑Kórsakov y Glazunov rechazaron cerca del 20 por ciento de las partituras de Borodín. Según Maes, el resultado final es más bien un esfuerzo colaborativo de los tres compositores que una muestra auténtica del trabajo de Borodín. Lam declaró que debido al estado de caos extremo que reinaba en los manuscritos de Borodín, realizar en la actualidad un intento al estilo de Rimski‑Kórsakov y Glazunov sería sumamente difícil de completar.
Más discutible, según Maes, son las correcciones que Rimski‑Kórsakov hizo en las composiciones de Músorgski. Tras el fallecimiento de este en 1881, Rimski‑Kórsakov revisó y completó varias piezas suyas con el fin de publicarlas e interpretarlas, contribuyendo a la difusión de las obras de Músorgski a lo largo de Rusia y Occidente. No obstante Maes, tras revisar las partituras de Músorgski, afirma que Rimski‑Kórsakov se permitió que su «conciencia musical» dictara sus correcciones, cambiando o incluso eliminando aquello que él consideraba demasiado atrevido musicalmente o pobre formalmente. A causa de esto, Rimski‑Kórsakov ha sido acusado de pedantería al "corregir", entre otras cosas, en materia de armonía. Rimski‑Kórsakov pudo haber previsto la puesta en duda de sus esfuerzos al escribir lo siguiente:

Si las composiciones de Músorgski están destinadas a marchitarse durante cincuenta años tras la muerte de su autor (cuando el conjunto de sus obras sean propiedad de todo editor), realizar una edición precisa arqueológicamente hablando siempre será posible, dado que los originales recayeron en la biblioteca pública tras salir de mis manos. No obstante, era necesaria mientras tanto una edición para conciertos, para fines artístico-prácticos, para dar a conocer su colosal talento, y no para el mero estudio de su personalidad y pecados artísticos.

Maes sostiene que el tiempo le dio la razón a Rimski‑Kórsakov en lo que atañe a la revaluación de la posteridad de la obra de Músorgski. El estilo de Músorgski, antaño considerado poco refinado, hoy en día es apreciado por su originalidad. Mientras que el arreglo que realizó Rimski‑Kórsakov de Una noche en el Monte Pelado es todavía la versión que se interpreta habitualmente, otras revisiones suyas, como la de Borís Godunov, han sido reemplazadas por la original de Músorgski.

## Folclore y panteísmo
Rimski-Kórsakov posiblemente mostró su lado más personal y creativo en su acercamiento al folclore ruso. El empleo del folclore tal y como lo llevaban a cabo Balákirev y los otros miembros de Los Cinco se basaba en su mayor parte en la protyázhnaya, que literalmente significa «canción persistente», o canción lírica melismática. Las características de este tipo de canción son una extrema flexibilidad rítmica, una estructura de fraseo asimétrica y ambigüedad tonal. No obstante, tras componer La noche de mayo, Rimski‑Kórsakov se sintió interesado cada vez más por las canciones de calendario, las cuales eran escritas para un evento ritual específico, como la siembra o la cosecha. Los vínculos con la cultura popular era lo que más le interesaba de la música folclórica, incluso en su época con Los Cinco; estas canciones formaban parte de costumbres rurales, con reminiscencias del antiguo paganismo eslavo y del mundo panteísta de los rituales populares. Rimski‑Kórsakov escribió que su interés en estas canciones se agudizó por el estudio de las mismas cuando compilaba colecciones de canciones populares. También escribió que fue «cautivado por la vertiente poética del culto de adoración al sol, y busqué sus vestigios y reminiscencias tanto en las melodías como en las palabras. Las imágenes del antiguo periodo pagano y su espíritu aparecieron ante mí, y en ese entonces parecían, con gran claridad, estar atrayéndome con el encanto de lo antiguo. Estos quehaceres por consiguiente tuvieron una gran influencia en mi actividad como compositor».
Los estudios sobre folclore de Aleksandr Afanásiev avivaron el interés de Rimski‑Kórsakov en el panteísmo. La obra principal de dicho autor, Concepciones poéticas de los eslavos sobre la naturaleza, se convirtió en su biblia acerca del panteísmo. Rimski‑Kórsakov puso en práctica las ideas de Afanásiev en La noche de mayo, llenando la historia de Gógol de danzas populares y canciones de calendario. Fue un paso más allá en La doncella de nieve, donde hizo un uso extensivo de varias canciones de calendario y distintas jorovody (danzas ceremoniales) de la tradición folclórica rusa.

## Libros publicados
La autobiografía de Rimski-Kórsakov y sus libros sobre armonía y orquestación han sido publicados y traducidos al inglés y al español (entre otros idiomas). En 1892, comenzó dos libros sobre música rusa que quedaron inacabados y un manuscrito, hoy perdido, sobre un tema que se desconoce.
- Mi vida musical [Летопись моей музыкальной жизни – literalmente, Crónica de mi vida musical, también traducido como Diario, Memorias o Recuerdos de mi vida musical.]: Primera edición en español con el título de Diario de mi vida musical publicada por José Janés (Barcelona) en 1947, traducida por Pedro Segovia. ISBN n/d. Traducido al inglés como My Musical Life, de la 5.ª edición revisada del ruso por Judah A. Joffe; editada con una introducción de Carl Van Vechten. Londres: Ernst Eulenburg Ltd, 1974.
- Tratado práctico de armonía [Практический учебник гармонии.]: Primera edición en ruso en 1885. Primera edición en español publicada por Ricordi Americana S.A.E.C. en 1947, traducida por Jacobo y Miguel Ficher directamente de la 13.ª edición rusa ampliada por Maksimilián Steinberg. Edición actual en español corregida, Buenos Aires: Melos (Ricordi Americana), 1997 (reimpresión en 2005). ISBN 978-987-611-226-0. Primera edición en inglés publicada por Carl Fischer en 1930, traducida como Practical Manual of Harmony de la 12.ª edición rusa editada por Joseph Achron. Edición actual en inglés editada por Nicholas Hopkins, Nueva York: C. Fischer, 2005.
- Principios de orquestación [Основы оркестровки.]: Empezada en 1873 y completada a título póstumo por Maksimilián Steinberg en 1912, primera edición en ruso en 1922 editada por Maksimilián Steinberg. Primera edición en español publicada por Ricordi Americana S.A.E.C. en 1946, traducida por Jacobo y Miguel Ficher. Edición actual en español en dos tomos: Texto y Ejemplos musicales, Buenos Aires: Melos (Ricordi Americana), 2009. ISBN 978-987-611-089-1. Traducción al inglés con el título de Principles of Orchestration por Edward Agate; Nueva York: Dover Publications, 1964 («reedición íntegra y corregida de la primera obra publicada por Edition russe de musique en 1922»).